# Deutscher Adel
Der deutsche Adel war bis 1919 eine gesellschaftlich privilegierte Bevölkerungsgruppe. Insbesondere übten Angehörige des Adels in den meisten deutschen Territorien die Herrschaft aus oder waren maßgeblich an ihr beteiligt. Der deutsche Adel war aufgrund der territorialen Zersplitterung sehr heterogen. Eine Darstellung bzw. Beschreibung einer einheitlichen „nationalen Adelsgeschichte“ ist daher nicht möglich.
Ab dem 11./12. Jahrhundert war der Adel im rechtlich-sozialen Sinne ständisch organisiert und Teil der Ständeordnung. Nicht-Adlige konnten im Mittelalter als Ritter, ab dem 14. Jahrhundert durch Nobilitierung in den Adel aufsteigen. Bis zum Ende des Heiligen Römischen Reichs 1806 war der deutsche Adel eng mit diesem verbunden, da Erhebungen in den Adelsstand für das Reichsgebiet den römisch-deutschen Kaisern und Königen vorbehalten waren. Nach 1806 waren alle deutschen Bundesfürsten zur Nobilitierung berechtigt; das änderte sich auch nicht durch die Gründung des bundesstaatlich organisierten Deutschen Kaiserreichs im Jahre 1871.
Nach der Novemberrevolution von 1918/19 wurden mit der Weimarer Reichsverfassung vom 11. August 1919 die „öffentlich-rechtliche(n) Vorrechte oder Nachteile der Geburt oder des Standes“ aufgehoben.  In Deutschland gibt es heute nach Schätzungen rund 80.000 Nachfahren des historischen Adels. Die Nachkommen des historischen Adels stellen oftmals eine relativ geschlossene Gesellschaftsschicht mit eigenen Lebensformen, Umgangsweisen und differenziertem Standesethos dar.

## Geschichte

### Entstehung
Die Archäologie kennt früheste Herrschaftszeugnisse vor allem aus Grabfunden und Resten ehemaliger Villen und Burgen, die als solche „adeligen Lebens“ gedeutet werden, ohne dass sichere Aussagen über die soziale Struktur von Gemeinschaften gemacht werden können, zu denen keine schriftlichen Zeugnisse vorliegen. Caesars Schrift De bello Gallico (52/51 v. Chr.) und die Germania des Tacitus frühestens aus dem Jahre 98 n. Chr. werden oft als erster Beleg für die Existenz eines germanischen Adels aufgefasst. Diese Deutung ist nach neueren Forschungen jedoch nicht haltbar: Sie steht im Kontext eines inzwischen überholten Germanenbegriffs im Rahmen einer „durch das Bedürfnis nach einer nationalkulturellen Identitätsbestimmung motivierten Geschichtsforschung“ in Deutschland im 19./20. Jahrhundert.
Caesar bezeichnete germanische Führer in seiner in den Jahren 52/51 v. Chr. verfassten Schrift De bello Gallico als reges, ebenso Tacitus in der frühestens 98 n. Chr. in Rom erschienenen Germania. Ob dies tatsächlich bedeutet, dass es bei den Germanen Könige gab, wird in der neueren Forschung bezweifelt. Es wird auch von duces im Sinne von Heerführern, principes und deren comites berichtet. Letztere Bezeichnung wurde erst ab dem Frühmittelalter für die Grafen benutzt, während bei Tacitus damit einfach eine Gefolgschaft gemeint ist. Innerhalb des Gefolges gab es Rangstufen, deren Bezeichnungen Tacitus nicht mitteilt, zumal sie im Belieben des jeweiligen Anführers standen (die Bezeichnung germanischer Führer als „König“, weil einige von den lateinischen Autoren den Titel rex zugesprochen bekamen, ist ein Missverständnis). Eine besonders vornehme Herkunft sicherte laut Tacitus selbst sehr jungen Männern einen hohen Rang innerhalb des Gefolges (cap. 13). Ebenso wurden Stammes- oder Heerführer wegen ihrer Herkunft aus angesehenen Familien, vor allem aber wegen ihrer Tüchtigkeit gewählt (cap. 7). Inwieweit diese Strukturen, wie sie Caesar und Tacitus beschrieben, schon längere Zeit bestanden, inwieweit sie die Verhältnisse bei den Germanen adäquat wiedergaben bzw. inwieweit es sich um eine Uminterpretation aus römischer Sicht handelt, ist umstritten. Eine Kontinuität von den germanischen Herrschaftsstrukturen zum späteren feudalen Lehnswesen und zur Ständegesellschaft mit Vorherrschaft des Adels gibt es nach heutigem Forschungsstand jedenfalls nicht. Ebenso wenig ist aus den überlieferten Nachrichten zu den Merowingern abzuleiten, dass es dort einen Geburtsadel gab.
Erste Hinweise auf das Entstehen einer erblichen Aristokratie stammen aus der Zeit der Karolinger und beziehen sich zunächst auf die Sachsen. Der fränkische Abt Nithard, ein Enkel Karls des Großen, schreibt 842 im IV. Buch (cap. 2) seiner Geschichte, dass die Sachsen in drei Stände geteilt seien, wobei sie den ersten Stand in ihrer Sprache edhilingui nennen würden, was Nithard mit dem lateinischen nobiles gleichsetzt. Diese Edelinge hätten Anspruch auf ein dreifaches Wergeld, müssten aber auch Verstöße mit dreifacher Buße sühnen. 967/68 berichtet der Mönch Widukind von Corvey in seinen Res gestae Saxonicae von der Stammessage der Sachsen. Er berichtet von Heerführern (duces), die jeweils 1000 Mann befehligten, wobei 100 davon als Gefolge und Leibgarde dienten, und Fürsten (principes), die jeweils den drei sächsischen Teilstämmen Westfalen, Engern und Ostfalen vorstanden. Ihr Vorrang beschränkte sich nach Widukinds Angaben aber im Wesentlichen auf kriegerische Auseinandersetzungen, wobei das Kommando unter ihnen ausgelost wurde, wenn der ganze Sachsenstamm sich gegen einen Feind vereinigte.
In Bayern gab es früher als in Sachsen ein Stammesherzogtum. Nach der Lex Baiuvariorum, angeblich im späten 6. oder 7. Jahrhundert durch merowingische Könige erlassen, hatten die Agilolfinger einen Erbanspruch auf die Herzogswürde. 788 wurde Tassilo III. als letzter Herzog dieser Sippe gestürzt. Zu dieser Zeit unterschied man ähnlich wie in Sachsen zwischen nobiles et liberi et servi. Die Angehörigen der Adelssippen Huosi, Trozza, Fagana, Hahilinga und Anniona wurden in der Lex Baiuvariorum ebenfalls besonders privilegiert; ihre Spur verliert sich aber im Frühmittelalter. Insgesamt kann man davon ausgehen, dass es im 9. Jahrhundert im Karolingerreich Familien gab, die eine hervorgehobene Stellung beanspruchten; ein abgeschlossener Erbadel existierte hingegen offenbar noch nicht, sondern die soziale Mobilität war weiterhin hoch.

### Frühmittelalter
Laut Sachsenspiegel waren die Edelfreien (auch Edelinge oder Hochfreie genannt) Grundbesitzer, die sich von anderen Freien (Bauern oder Großbauern) dadurch unterschieden, dass sie das dreifache Wergeld zu zahlen hatten. Es handelte sich also um besonders große Grundbesitzer. Sie wurden zu einem landrechtlichen Stand, der seinen Adel nicht aufgrund eines Dienst- oder Lehnsverhältnisses hatte, sondern mit seinem Allodbesitz nur dem König bzw. Kaiser unterstand.
Karl der Große zog alle waffenfähigen freien Grundbesitzer jeden Sommer während einiger Monate zur Heerfahrt heran, d. h. zu Feldzügen im Rahmen der Reichskriege in verschiedenen Teilen Europas. Um dieses gewaltige Aufgebot zu organisieren, wurde der Heerbann nach dem Rang der Pflichtigen in sieben Klassen oder sogenannte Heerschilde geteilt. Die einzelnen Heerschilde hatten unterschiedliche lehnsrechtliche Pflichten und Rechte. Die Feldzüge, welche mit Hilfe des Heerbannes ausgekämpft wurden, hießen Heerfahrten, die Teilnahme der Vasallen Heeresfolge.
Als Karl der Große die fränkische Grafschaftsverfassung auf den größten Teil des heutigen Deutschlands ausweitete und damit bestimmten Personen Aufgaben übertrug, indem er sie zum Verwalter einer Grafschaft oder Mark ernannte, entstanden Berufsbezeichnungen, die bald erblich wurden und aus denen sich die späteren Adelsränge bildeten: Die Heerführer wurden in den Quellen dux (Herzog) oder legatus genannt, Markgrafen legatus, praeses oder später marchio, Grafen comes. Die Grafen wurden mit dem Königsbann belehnt und leiteten das Königsgericht in dessen Namen, während den Markgrafen darüber hinausgehende Befugnisse zustanden, da sie die Reichsgrenze zu verteidigen hatten. Erst spät und langsam, etwa ab dem Ersten Kreuzzug, bildete sich unter dem Einfluss des Christentums das adlige Ideal des Ritters (miles) aus. Während die Edelfreien ihren Stand vererbten, bedurfte der Aufstieg zum Ritter bestimmter Voraussetzungen sowie des Ritterschlags, eröffnete aber auch weniger begüterten Freien und sogar Unfreien Aufstiegsmöglichkeiten.
Adlige Familien leisteten durch ihre Teilnahme an der Regierung, durch die Gründung von Städten, die Stiftung oder Förderung von Klöstern und Domschulen dauerhafte Beiträge zur Kultur des Mittelalters, vor allem die dynastischen Geschlechter, welche aus dem Edelfreien- oder Reichsministerialenstand zu Grafen und Fürsten aufstiegen und den späteren Hochadel bildeten. Dieser Aufstieg regional bedeutender Geschlechter begann schon zur Zeit der Karolinger und verstärkte sich nach der Jahrtausendwende. Die einzigen späteren (und bis heute blühenden) deutschen Dynastien, die urkundlich einwandfrei (und nicht nur legendenhaft oder vermutungsweise) in der Zeit vor der ersten Jahrtausendwende nachgewiesen sind, sind die Welfen (das Haus Hannover), die Reginare (das Haus Hessen) und die Wettiner (das Haus Sachsen). Die anderen später bedeutenden Häuser, Wittelsbacher, Habsburger, Hohenzollern, Zähringer, Obodriten u. a. erscheinen sämtlich erst nach dem Jahr 1000 in der für das frühmittelalterliche Deutschland nur sehr dünnen schriftlichen Überlieferung.

### Lehnswesen
Der Stand der Edelfreien bekam durch das Lehnswesen eine rechtliche und soziale Gliederung. Die Anfänge des Lehnswesen könnten in der germanischen Gefolgschaft zu suchen sein, was indes umstritten ist. Nach Marc Blochs grundlegendem Werk Die Feudalgesellschaft (1939) gab es zwar schon im merowingischen und karolingischen Frühmittelalter einen grundbesitzenden Adel, etwa die Großen des Fränkischen Reichs (z. B. die Robertiner als Ahnen der Kapetinger), die Inhaber karolingischer Grafenämter (etwa die Welfen), viele davon vermutlich Aufsteiger in höfischem oder kirchlichem Dienst, im Ursprung wohl oft auch fränkische, sächsische, bairische oder alemannische großbäuerliche Häuptlingssippen; sehr zweifelhaft ist, ob die Kontinuität tatsächlich bis zu den Anführern germanischer Gefolgschaftsbanden der Völkerwanderungszeit zurückgeht, was gelegentlich behauptet wurde. Politisch wuchs das Gewicht dieses Adels (ebenso wie das der Kirche und des Königtums) zunächst auch zu Lasten der Freien. Im Heeresaufgebot der Karolinger, das teilweise Funktionen der Volksversammlung übernahm, in der Verwaltung und Gerichtsbarkeit der Franken dominierte zusehends der aus germanischem Geblütsadel und romanischem Landadel zusammenwachsende Adelsstand.
Dieser ältere Adel sei – nach Bloch – jedoch in der Zeit des Zusammenbruchs der staatlichen Ordnung in Europa während der räuberischen Anstürme durch Wikinger, Sarazenen und Magyaren ab etwa 800 bis kurz nach 1000 n. Chr. durch einen spontan entstandenen, wehrhaften Schwertadel (teils unfrei-bäuerlicher, teils freier oder edelfreier Herkunft) abgelöst worden, der es auf sich nahm, die bäuerliche Bevölkerung zu verteidigen und dafür von ihr ernährt und mit (damals kostspieligen) Pferden und Waffen sowie Kriegsknechten ausgerüstet wurde. Als die äußeren Gefahren abgewehrt waren, brachen in der Kriegerkaste Rivalitäten aus. Deshalb entwickelte sich innerhalb dieses frühen Adels ein Vasallensystem, in dem entweder der Mächtigere seinen Gefolgsleuten die Mittel und Verantwortung für ihren eigenen Unterhalt (Land und Leute) übertrug oder – häufiger – die Schwächeren ihren Beschützern umgekehrt ihre Ländereien übergaben und diese als Lehen zurückerhielten, um sodann den mit Geld- oder Naturalabgaben und Ackerfronen belasteten Grund und Boden den Hintersassen zum Ackerbau zu überlassen.
Das Lehnsgut wurde dem Vasallen ursprünglich nur zur Nutzung überlassen, später wurde er auch Untereigentümer; der Lehnsherr behielt aber stets noch Rechte an dem Lehnsgut, insbesondere das Öffnungsrecht sowie den Lehnsheimfall beim Aussterben des Mannesstammes der Lehnsnehmerfamilie. Ferner hatte er Anspruch auf die Lehnspflichten des Vasallen, vor allem den Kriegsdienst mit einer bestimmten Anzahl von Männern und Pferden. Lehnsnehmer und Lehnsherr leisteten sich wechselseitig den Lehnseid. Schließlich entwickelte sich die Vererbbarkeit des Lehnsgutes, doch formeller Obereigentümer blieb weiter der Lehnsherr. Die Erblichkeit der Lehen und die Zulässigkeit des Weitervergebens als Afterlehen wurden 1037 von Kaiser Konrad II. mit der Constitutio de feudis festgelegt.
So kam es, dass im 12. Jahrhundert bereits alle Herzogtümer und Grafschaften als Lehen vom Reich vergeben waren, dazu die Erz- und Hochstifte. Innerhalb dieser einzelnen weltlichen und geistlichen Territorien bestand aber wiederum ein vielgliedriges Lehnswesen. Erst im 13. Jahrhundert ging die Bedeutung des Lehnswesens zurück, da anstelle von Vasallen nun Dienstmannen („Ministeriale“) eingestellt wurden, die entweder bereits Söhne von Rittern waren oder sich durch kriegerische oder administrative Fähigkeiten auszeichneten und aufgrund ihrer Stellung, z. B. als Burgmannen, bald die Schwertleite oder den Ritterschlag erhielten. Auch diese untere, eigentlich unfreie Gruppe begann sich seit der Mitte des 12. Jahrhunderts auf Grund ständischen Bewusstseins selbst abzuschließen. Diese Abschließung wurde in Deutschland 1186 in der Constitutio contra incendiarios durch Kaiser Friedrich I. Barbarossa als Reichsgesetz verkündet. Darin war auch vorgeschrieben, dass das bei Rechtsstreitigkeiten (Fehden) vorgesehene Beweisrecht des Zweikampfes (also des Siegs mit göttlicher Hilfe) nur dem „durch Geburt echten Ritter“ zugesprochen wurde, der ebenbürtig war, weil seine Eltern bereits von ritterlicher Abkunft waren. In anderen Ländern wird dieser Abschluss der Rittergesellschaft erst für das 13. Jahrhundert bezeugt. Freilich konnten einzelne Tüchtige, die eine ritterliche Lebensweise führten und aufgrund Kriegsdienstes mit dem Anlegen von Schwertgurt und Sporen zu Rittern erhoben wurden, nach wie vor auch in den erblichen Ritterstand aufsteigen, denn wenn sie sodann Frauen aus ritterlichen Geschlechtern heirateten, wurde ihren Nachkommen ab der dritten Generation der Ritterstand erblich („Ritterbürtigkeit“). Schwertleite oder Ritterschlag waren dann zwar für den Einzelnen immer noch erforderlich, um Ritter zu werden, doch die Söhne gehörten dann bereits zu den ritterbürtigen Edelknappen und die Töchter waren für Ritter ebenbürtige Partien. Die meisten Geschlechter des deutschen Uradels (siehe unten) haben in dieser Phase und auf diese Weise ihren Aufstieg genommen, nur wenige zählen zum älteren Stand der Edelfreien.
Viele Edelfreie nahmen zur Verbreiterung ihrer wirtschaftlichen Basis neben ihrem Allodialbesitz Lehen von mächtigeren Edelfreien an und begaben sich damit faktisch auf die Ebene von deren Ministerialen (Dienstmannen), auch wenn sie in Namenslisten auf Urkunden stets vor diesen erscheinen, also einen gewissen Vorrang behielten. Aus den mächtigeren Edelfreien entwickelten sich die Herren, Grafen und Fürsten, die reichsunmittelbar blieben, also nur dem römisch-deutschen König unterstanden. Ihre sogenannten Fahnenlehen (die Herrschaft über bestimmte Territorien) gingen direkt vom Reich. Teile der Fahnenlehen, aber auch Allodialgut der Reichsfürsten, wurden von diesen wiederum zu Lehen an Grafen und andere Edelfreie ausgegeben, die nach dem gleichen Prinzip weiter verfuhren. So entstand eine Lehnspyramide, deren Stufen als Heerschilde bezeichnet wurden. Wer von einem, der mit ihm auf der gleichen Stufe der Heerschildordnung stand, ein Lehen nahm, verlor zwar nicht seinen edelfreien Stand nach dem Landrecht, minderte aber seinen Heerschild. Letztere Regelung erwies sich für die weltlichen Reichsfürsten als ein Problem, als es ab dem 11. Jahrhundert immer mehr geistlichen Reichsfürsten (Erzbischöfen, Bischöfen sowie Äbten und Äbtissinnen von reichsunmittelbaren Klöstern und Stiften) gelang, für ihre Kirchen ehemals reichsunmittelbare Grafschaften oder Herzogtümer bzw. wesentliche Bestandteile solcher zu erhalten. Die weltlichen Reichsfürsten mussten sich mit diesen Lehen nunmehr von den geistlichen Fürsten statt vom König belehnen lassen, wodurch sie vom zweiten in den dritten Heerschild gerieten. Aus den Edelfreien des dritten und vierten Heerschilds entstanden im Spätmittelalter und in der Neuzeit die Reichsfürsten (die nach dem Ende des Heiligen Römischen Reichs 1806 ihre Unabhängigkeit meist verloren und dann als Standesherren bezeichnet wurden). Soweit ein Fürst niemandem lehnspflichtig war und nur Allodialgut besaß, wurde er in der Überlieferung als ein Fürst besonderer Freiheit genannt. Nach der Überlieferung der Welfen war ihr Ahnherr ein Fürst besonderer Freiheit, was vermutlich nur im Frühmittelalter vorkam; tatsächlich waren sie zunächst karolingische Gaugrafen.

### Ministerialität
Unfreie verwalteten im Auftrag ihrer edelfreien Herrn als Meier deren Wirtschaftshöfe (sogenannte Fronhöfe), zogen von den abhängigen Bauern die Abgaben ein, leisteten Kriegsdienste, verwalteten Burgen und im Einzelfall ganze Grafschaften. Aus dieser Oberschicht der Unfreien bildete sich die Dienstmannschaft des Reiches (die Reichsministerialität) und der Reichsfürsten, bis im Hochmittelalter selbst kleine Grafen, Herren oder Klöster eigene Ministeriale hatten.
Die soziale Stellung der Ministerialität verstärkte sich, als kleinere Edelfreie ihren Stand aufgaben, um in die Dienstmannschaft eines Reichsfürsten einzutreten. Teilweise mussten sie ihr Allodialgut als Folge einer für sie unglücklich verlaufenen Fehde übergeben, um es als Dienstlehen zurückzuerhalten, oder sie verbesserten ihre wirtschaftliche Lage, indem sie neben ihrem in der Regel kleinen Eigengut (Allod) eine neue Burg als Lehen erhielten bzw. auf neubelehntem Land bauen durften. Dabei gab es Vereinbarungen, dass sie und/oder ihre Nachkommen persönlich frei blieben. Umgekehrt stiegen unfreie Ministeriale, vor allem die Reichsministerialen, die unmittelbar im Dienst des Königs standen, gelegentlich in den Grafenstand auf. Das früheste bekannte Beispiel ist Friedrich von Stade, der um 1095 von den Markgrafen der Nordmark, den sogenannten Udonen, mit der Verwaltung ihrer alten Grafschaft Stade beauftragt worden war. Er verbündete sich mit dem sächsischen Herzog und späteren König bzw. Kaiser Lothar III. gegen seine Herrn, erkaufte sich die Freilassung, um schließlich durch Erzbischof Adalbero von Hamburg-Bremen selbst mit der Grafschaft Stade belehnt zu werden. Auch Markward von Annweiler, bis 1195 ein einfacher unfreier Dienstmann, wurde von Kaiser Heinrich VI. freigelassen und mit Markgrafschaften und Herzogtümern in Italien belehnt.
Weil durch den König häufig Erzbischöfe und Bischöfe von außerhalb ihrer Diözese eingesetzt wurden, um die Vormacht des örtlichen Adels zu brechen, waren diese in besonderem Maße auf die Loyalität der Dienstmannschaft ihres Hochstifts angewiesen. Das führte zu einer rechtlichen Stärkung der Ministerialität, die in ein eigenes Recht mündete, nach welchem über Verfehlungen und sonstige Streitigkeiten in einem Hof- oder Lehnsgericht unter Mitwirkung ihrer Standesangehörigen entschieden wurde. Ähnliche Entwicklungen zeigten sich in den weltlichen Fürstentümern. Während der Sachsenspiegel um 1235 noch davon ausging, dass Ministeriale Unfreie seien, die von ihren Fürsten beliebig verschenkt und vertauscht werden konnten, versuchte Johannes von Buch in seiner Glosse zum Sachsenspiegel etwa 100 Jahre später zu begründen, dass ein Ritter, auch wenn er ein Dienstlehen hatte, damit nicht automatisch unfrei sei. Allerdings gab es auch für Johannes von Buch noch unfreie Ministerialen. Auf ihrem Lehnsgrund errichteten sich die Ministerialen meist eigene kleine Burgen, die typischen Formen waren die Motte (Turmhügelburg) und der Wohnturm; bisweilen wurden diese im Spätmittelalter zu Festen Häusern oder Burgen erweitert.

#### Schloss- und Burggesessene
In den neu besiedelten und kolonisierten slawischen, östlich der Elbe gelegenen Regionen galten vielfach die herkömmlichen Regeln aus den alten westlichen und südlichen Reichsteilen nicht. Dort entwickelte sich wohl auch aufgrund der slawischen Einflüsse ein eigenständiges Reglement, das vorwiegend ein Vasallentum förderte. Das eher auf einer freiwilligen Vasallenschaft beruhende System erleichterte dem Vasallen, sich auch für einen anderen Landesherren zu engagieren, was zeitweise zu einem erheblichen Fehdeunwesen führte. Das ging so weit, dass sich die Vasallen verselbständigten und sich nicht zuletzt auch gegen den Landesherren wandten und dabei ihre eigene Position erheblich stärkten und die des Landesherren entsprechend schwächten. In diesen Ländern, wie z. B. Brandenburg, Mecklenburg, Pommern und Ostpreußen, kannte man keine Unterscheidung zwischen Edelfreien und Ministerialen, sondern vielmehr zwischen den Schloss- und Burggesessenen sowie eximierten Geschlechtern, die sich als höherer Adel aus der überwiegenden Zahl der anderen Adelsgeschlechter heraushoben.

### Spätmittelalter und Neuzeit
Regional unterschiedlich entwickelte sich im Spätmittelalter und zu Beginn der Neuzeit aus der Ritterschaft vieler – aber nicht aller – reichsunmittelbaren geistlichen und weltlichen Herrschaften ein eigener Stand, dessen Mitglieder nicht mehr Eigentum des Landesherrn waren, sondern mit denen er über Kriegsdienste und Steuern verhandeln musste.

#### Nobilitierungen
Die Adelstitel entwickelten sich teils aus ursprünglichen Amts- oder Funktionsbezeichnungen (Herzog, Markgraf, Graf, Vizegraf), die erblich geworden waren, teils aus Bezeichnungen für eine Rechtsstellung (Fürst, Freiherr oder Baron). Durch jeweiliges Staatsrecht bestimmte Funktionsbezeichnungen blieben die Ämter der Könige und der Kurfürsten (später auch der Großherzöge), während der Kaiser als Reichsoberhaupt im Alten Reich ein Wahlmonarch war.
Die Verleihung von Adelstiteln begann in Deutschland in der Zeit Kaiser Karls IV. durch die Erhebung von Beamten (vor allem Juristen) in die Adelsklasse. Der älteste bekannte Adelsbrief wurde von Kaiser Karl IV. für Wyker Frosch, Scholaster an der Stephanskirche zu Mainz, am 30. September 1360 ausgestellt. Familien, die nicht schon im Mittelalter ritterbürtig waren, sondern erst in der Neuzeit durch Adelsbrief in den Adel aufgenommen wurden, werden als Briefadel bezeichnet.
Im Heiligen Römischen Reich war die Nobilitierung – ebenso wie die Rangerhöhung – bis zum Ende des Reichs 1806 ein Vorrecht des römisch-deutschen Kaisers oder Königs. Allerdings erlangten im Laufe der Zeit auch einige der Territorialfürsten dieses Recht:
- die Könige von Böhmen (die auch Kurfürsten des Reichs waren), mit Beschränkung der Gültigkeit von Titeln auf ihr Königreich,
- die Erzherzöge von Österreich (ab 1453 nach rechtlicher Anerkennung des gefälschten Privilegium Maius),
- die Kurfürsten von Bayern, der Pfalz und Sachsen als Reichsvikare in Zeiten des Interregnums,
- die Herzöge von Lothringen (im 14. Jh.) als Reichsvikar für Burgund,
- der Erzbischof von Salzburg, der dieses Recht als Primas Germaniae für sich in Anspruch nahm,
- die Bischöfe von Metz und Toul (als Ergebnis des Vertrags von Chambord 1552)
- die Könige in Preußen (ab 1702) in ihrem (ost)preußischen Königreich, dessen Gebiet (im Gegensatz zu ihrem weitaus größeren Kurfürstentum Brandenburg) dem Römisch-Deutschen Reich nicht zugehörte, da es kein Reichslehen, sondern ein Lehen der polnischen Krone war.

Seit 1806 konnten die Fürsten der deutschen Rheinbundstaaten und nach 1815 alle deutschen Bundesfürsten Standeserhebungen vornehmen. Dies galt auch nach der Entstehung des Deutschen Kaiserreiches am 18. Januar 1871, der Kaiser konnte Adelstitel nur als König von Preußen verleihen.
Von Anfang an gab es aber innerhalb des Adels und mit dem städtischen Patriziat Rangstreitigkeiten, die ab dem Spätmittelalter zu Adelsproben für die Ritterbürtigkeit bzw. Ebenbürtigkeit, sogar zu langwierigen Rechtsstreitigkeiten wie dem Erbmännerstreit führten. Bis in die heutige Zeit wird daher innerhalb des Adels zwischen altem Adel bzw. Uradel und späterem Briefadel unterschieden (siehe unten).

#### Wirtschaftliche Grundlagen
Die Ursprünge des Lehenswesens waren bereits im Fränkischen Reich entstanden, um dem Ritterstand die ihm obliegende Verpflichtung zu Ritterdiensten als Panzerreiter wirtschaftlich zu ermöglichen. Damit verbunden waren auch Befreiungen von den sonst auf ländlichem Grundbesitz haftenden Steuern und bäuerlichen Lasten. Die Ritter waren als Vasallen und Ministeriale dem Lehnsherren zum Kriegsdienst zu Pferde und später alternativ zu Geldleistungen („Ritterpferdgeldern“) verpflichtet, die teils noch im Dreißigjährigen Krieg und danach eingetrieben wurden. Die Blütezeit des Adels und der Ritterkultur (mit Burgenbau in ganz Europa, Turnieren, Minnesang und kulturell ertragreichen Orientkreuzzügen) war das 13. Jahrhundert. In dieser Zeit verfiel mit dem Untergang der Staufer und dem darauffolgenden Interregnum auch die (ohnehin schwache) königliche Herrschaftsgewalt, wodurch die Macht des Hohen Adels zunahm. Dieser, bestehend aus den Kurfürsten und anderen Territorialherren (Herzöge, Fürsten, Fürstbischöfe, Reichsprälaten, regierende Grafen und Herren), hielt sich immer größere Dienstmannschaften an Ministerialen, die ihrerseits durch ritterliche Lebensweise aufstiegen und – gemeinsam mit den lehnsabhängig gewordenen Edelfreien – zu einem Niederen Adel heranwuchsen.
Seit dem 14. Jahrhundert wurden jedoch die alten Lehensheere durch Söldnertruppen ersetzt, was zum Ende des Ritterdienstes führte und damit im Spätmittelalter und in der frühen Neuzeit zu einem wirtschaftlichen Niedergang des Adels. Die anstelle der Kriegsdienste nunmehr an den Lehnsherrn zu zahlenden „Ritterpferdgelder“ waren kostspielig, während Sold und Kriegsbeute nun in andere Taschen flossen, vor allem in die der (adligen) Söldnerführer, die sich große Vermögen erwarben. Die Besitze zersplitterten sich oft und kinderreiche Familien rückten in wenigen Generationen auf Ganerbenburgen eng zusammen. Noch mehr jüngere Kinder als zuvor wurden in Klöster gesteckt, um ihre Versorgung sicherzustellen; für adlige Töchter wurden eigens Frauenstifte eingerichtet, aus denen sie auch wieder austreten konnten, wenn sich ein Bräutigam fand, der sie ohne Mitgift nahm. Außerdem war es üblich, dass sich adlige Witwen in ein klösterliches Stift einkauften, um dort ihren Lebensabend im Anschluss an die Klostergemeinschaft der Ordensfrauen, aber ohne Ablegung der Gelübde zu verbringen. Seltener traten auch verwitwete Männer, die ihre Besitzungen zu Lebzeiten übergeben hatten, in geistliche Orden ein.

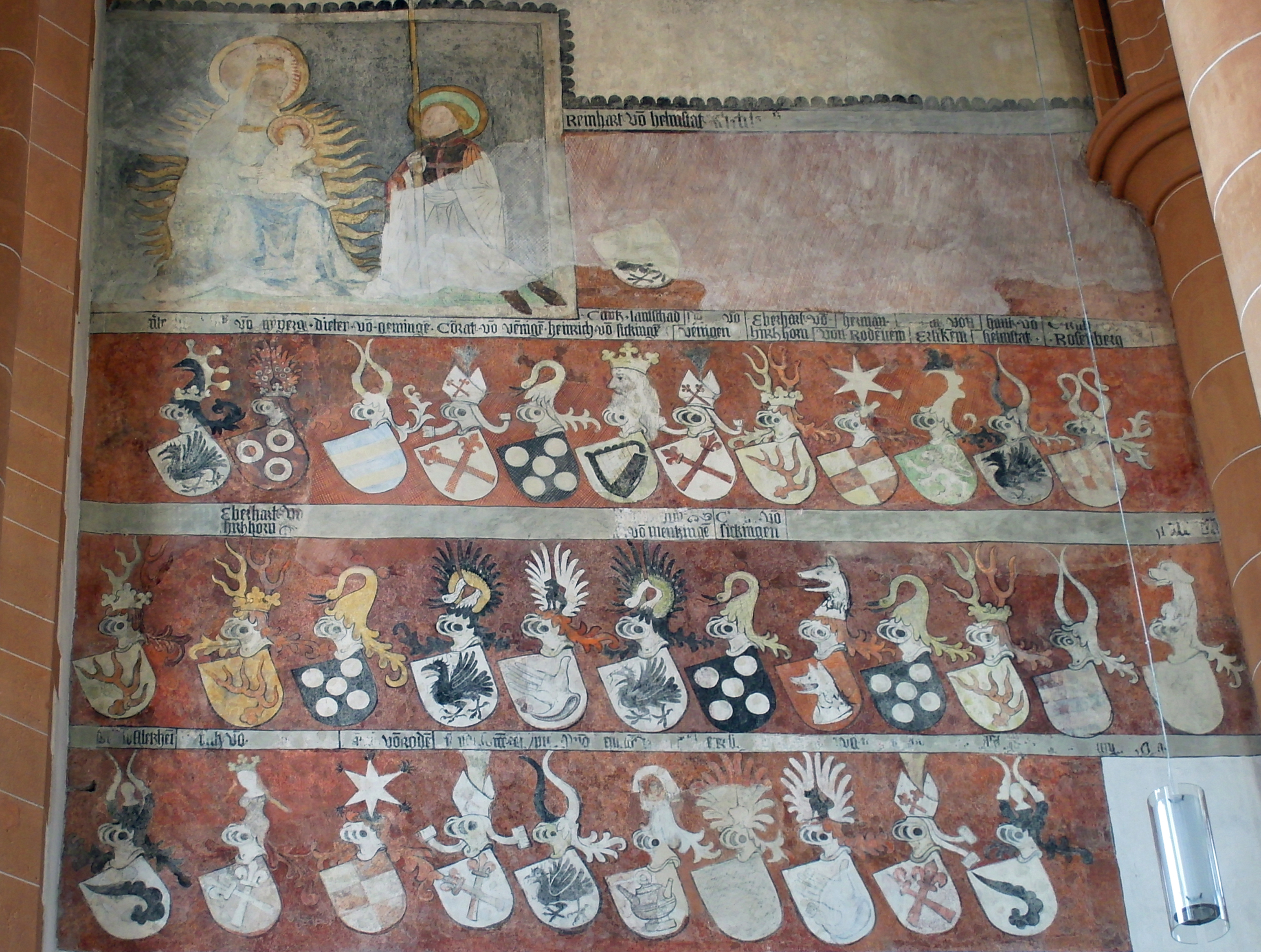
Wappenfries der Gesellschaft mit dem Esel (einer Adelsgesellschaft) in der Heiliggeistkirche in Heidelberg

Eine weitere Möglichkeit der Abhilfe war für jüngere Söhne die Auswanderung in unterentwickelte, dünn besiedelte Gegenden im Rahmen der Deutschen Ostsiedlung, wo noch reichlich Lehnsbesitz zu erlangen war. Wiederum eine andere Geldquelle sorgte für erhebliche Interessenkonflikte: Die tradierte Zollerhebung durch die Ministerialen im Auftrag ihrer Landesherren, welche das Zollregal als Lehen oder Pfand vom Reich erhalten hatten. Während die Zölle an Flüssen oft durch landesherrliche Zollburgen und in Städten an Stadttoren kassiert wurden, waren auf den ländlichen Strecken meist die dort ansässigen Adligen mit dem Recht von Zoll und Geleit (lat. conductus et theloneum) beauftragt, hatten die Straßen und Brücken instand zu halten und durften dafür einen Anteil für sich behalten. Die wirtschaftliche Not trieb nun manche – bei weitem nicht alle – Adligen dazu, ihre Aufgaben weiter auszulegen als bisher, indem sie die Zölle erhöhten oder bislang unkontrollierte Strecken zollpflichtig machten. Dies widersprach den Interessen der Städte (insbesondere ihrer Fernhandel treibenden Patrizier) sowie der Landesherren, da beide von einem möglichst reibungslosen Warenverkehr profitierten. Weil zum Zoll- und Geleitrecht auch das Recht des freien Niederwurfs (also der Beschlagnahme) bei Verweigerung gehörte, kam es zu Konflikten mit den Handelszügen. Die Städte bewerteten das Treiben des Adels als Raubrittertum, während dieser sich auf seine Zollaufgaben berief. Der Übergang vom Zoll zum Raub war daher gleitend. Zwar kam auch reine Wegelagerei vor, doch hätten die beteiligten Adligen den Vorwurf des gemeinen Straßenraubs in den meisten Fällen entrüstet von sich gewiesen. Der Begriff „Raubritter“ ist daher missverständlich und wird im wissenschaftlichen Diskurs zunehmend vermieden. Städte und Landesherren unternahmen häufig Strafexpeditionen, während die Adligen sich in Adelsgesellschaften zusammenschlossen (in Schwaben etwa der Gesellschaft mit Sankt Jörgenschild), um sich gegen die Expansionspolitik von Fürsten und Städten zu wehren. Einige von ihnen führten auch größere Fehden, etwa die Martinsvögel, der Sternerbund, die Bengler oder der Löwenbund. Auch innerhalb des Adels nahmen die Fehden zu, wie Ulrich von Hutten es in seinem Brief an Willibald Pirckheimer aus dem Jahr 1518 anschaulich beschreibt:

„Sodann müssen wir uns dem Dienst irgendeines Fürsten verdingen, von dem wir uns Schirmherrschaft erhoffen; wenn ich das nicht tue, glaubt jeder, daß er sich mir gegenüber alles erlauben dürfe, und auch wenn ich es tue, ist diese Zuversicht mit Gefahr und täglicher Furcht verbunden. Denn wenn ich aus dem Haus gehe, muß ich fürchten, denen in die Hände zu fallen, mit denen mein Fürst, mag er sein, wer er will, Händel oder Fehde hat. An seiner Stelle überfallen sie mich und schleppen mich fort; wenn einen das Mißgeschick trifft, zahlt man leicht die Hälfte seines Vermögens als Lösegeld; und so erwächst mir Feindschaft, wovon ich mir Schutz erhofft hatte. Daher halten wir uns zu diesem Zweck Pferde, schaffen Waffen an und umgeben uns mit zahlreichen Gefolge, alles unter großen und drückenden Kosten. Bisweilen reiten wir wohl sogar nicht zwei Morgen weit ohne Waffen aus...“

Auf den Rittergütern selbst bestanden die Einnahmen hauptsächlich aus den Abgaben der Erbuntertänigen oder Hintersassen (Hörige und Grundholde), zum geringeren Teil auch aus Eigenversorgung mit Hilfe von Knechten und Mägden. Diese Einkünfte waren oft relativ bescheiden, denn die Bauern waren meist arm. So schildert Hutten in seinem Brief auch eindringlich die beengten, kargen und sorgenvollen Zustände auf der heimatlichen Burg. Obwohl die Burgen nur spärlich möbliert waren, legten ihre adligen Bewohner aber doch Wert darauf, dass neben den erforderlichen Kriegs- und Jagdwaffen (Rüstungen, Schwerter und Schilde, Pfeile und Bogen, Pech, Steinbüchsen, Kugeln und Schießpulver) stets auch einige standesgemäße Ausstattungsstücke vorhanden waren (wie Wandteppiche, Silberwaren, hochwertiges Steingut, Elfenbeinkämme oder andere Importwaren). Gastmähler für angereiste Standesgenossen mussten stets reichhaltig sein, mit vielen Gängen und gutem Wein, und die Esskultur im Mittelalter kannte strenge Tischsitten. Auch hatte die Kleidung im Mittelalter den noblen Status zu repräsentieren. Im Alltagsleben fielen Bekleidung und Mahlzeiten auf den Burgen des niederen Adels hingegen bescheidener aus, während sie beim Hohen Adel und seinem Hofstaat – ebenfalls aus Repräsentationsgründen – stets aufwändig zu sein hatten.
Die Besitzer einer Grundherrschaft hatten zumeist die Niedere Gerichtsbarkeit inne, in selteneren Fällen auch die Hohe Gerichtsbarkeit. Sie übten damit – bis zur Bauernbefreiung und teilweise noch bis ins 20. Jahrhundert – zugleich obrigkeitliche und rechtsprechende Funktionen aus. Zur Verteidigung ihrer politischen Rechte organisierten sie sich im Spätmittelalter in vielen Regionen in Verbänden, den sogenannten Ritterschaften, Korporationen aller Rittergüter eines Landes, die dort immatrikuliert waren. Diese übten politische Mitbestimmungsrechte in den Landtagen aus, wo die Rittergutsbesitzer die Ritterschaft innerhalb der Landstände bildeten. Die nicht einem Landesherrn, sondern dem Kaiser direkt unterstehende Reichsritterschaft organisierte sich ebenfalls, in drei sogenannten „Ritterkreisen“. Ab etwa dem 16. Jahrhundert konnten Rittergüter und die damit verbundenen Realrechte auch von Bürgerlichen erworben werden. Die städtischen Patrizier hatten schon seit dem Spätmittelalter Grundherrschaften aufgekauft.
Je nach Region und Epoche wurde der Besitz teils nur an den jeweils Ältesten vererbt (Primogenitur), teils – sofern möglich – zwischen Brüdern aufgeteilt (Realteilung). Dies galt nicht nur für Rittergüter, sondern auch für Fürstentümer. Im Spätmittelalter und in der frühen Neuzeit (Renaissancezeit) tendierte der Adel zur Erbaufteilung, während er in der Barockzeit – parallel zum monarchischen Absolutismus – eher das Primogeniturprinzip anwendete, welches den splendor familiae besser und dauerhafter gewährleistete. Mit dem Familienfideikommiss wurde dieses Prinzip schließlich zum Rechtsinstitut. Die Tradition des ungeteilten Erbes hat sich im deutschen Adel (anders als etwa im italienischen Adel) bis heute erhalten, zumal sie oft die einzige Möglichkeit darstellt, ein land- oder forstwirtschaftliches Gut über mehrere Generationen in der Familie zu halten.
Während im Früh- und noch im Hochmittelalter die Landesherren für ihre Regierungsgeschäfte fast ausschließlich Geistliche einsetzten, da diese der lateinischen Sprache und des Schreibens kundig waren, stellten sie ab dem 15., vor allem aber im 16. und 17. Jahrhundert zunehmend lateinkundige bürgerliche Rechtsgelehrte als höhere Staatsbeamte ein, die auch die Aufgabe hatten, die Macht des ständischen Adels zugunsten der Landesherren zu beschneiden, was im Zeitalter des Absolutismus teils mehr, teils weniger gelang. Allerdings stiegen diese Karrierebeamten oft ihrerseits durch Adelsbriefe in den Adel auf, blieben aber als „Briefadel“ meist unter sich, sofern es ihnen nicht gelang, ebenfalls Grundherrschaften zu erwerben, was die Voraussetzung für eine Anerkennung durch den Alten Adel (und für Einheiraten in diesen) war. Die Käuflichkeit von Adelstiteln war ein Phänomen der jüngeren Neuzeit seit dem 17. Jahrhundert (siehe: Käuflichkeit von Adelstiteln).
Wichtig für den Unterhalt des Adels war auch die katholische Kirche mit ihren Pfründen. Oft traten bis auf den ältesten alle anderen Söhne in klerikalen Dienst, etwa wenn der Grundbesitz für Erbteilungen nicht ausreichte. Besonders beliebt war die Stellung eines Säkularkanonikers, weil in den Kollegiatstiften keine Ordensgelübde abgelegt werden mussten. Chorherren etwa behielten ihr Privatvermögen und konnten ihr Stift jederzeit verlassen. Starb dann der vorgesehene Erbe kinderlos bzw. ohne Sohn, wechselte der Nächstjüngere wieder in den Laienstand und heiratete. Dies war auch der Grund, warum in der Regel Niedere Weihen vorgezogen wurden und die Priesterweihe samt Zölibatsgelübde hinausgezögert wurde, nicht selten sogar bis über eine Bischofswahl hinaus. Dennoch wurden Adlige auch oft Regularkanoniker oder Mönche. Dadurch starben viele Adelsgeschlechter mit Zölibatären im Mannesstamm aus; andere durch Kinderlosigkeit, hohe Kindersterblichkeit oder gefallene Söhne, was jeweils die Einziehung der Lehen durch den Lehnsherrn zur Folge hatte. Anders als in Südeuropa (im spanischen oder süditalienischen Adel) gingen Lehen im übrigen europäischen Raum, der von der Lex Salica geprägt war, in aller Regel nicht in weiblicher Erbfolge („Kunkellehen“) über, aufgrund des vom Lehnsrecht erforderten Waffendienstes des Lehnsträgers – einem Prinzip, an dem die Lehnsgeber auch festhielten, nachdem längst Zahlungen den physischen Waffendienst abgelöst hatten. Ein Erblehen blieb nur solange im Besitz einer Familie wie dessen Mannesstamm existierte, da nur die männlichen Mitglieder mitbelehnt waren. Der Übergang eines Lehnsgutes auf Schwiegersöhne erforderte hingegen die Zustimmung des Lehnsherren und war damit von dessen Gunst abhängig.
Adlige, die in die Aufgaben eines Grundherren hineingewachsen waren, erschienen auch zur Verwaltung kirchlicher Ländereien befähigt, ob als Vögte, Domherren, Äbte oder Bischöfe, bis hinauf zu regierenden Fürstbischöfen und Kurfürsten. Solche Kirchenfürsten verschafften ihren Angehörigen (im Wege des Nepotismus) dann wiederum neue Domherrenstellen oder hohe Verwaltungsämter im Laiendienst, mit beträchtlichen Einnahmen, sowie häufig auch neue Lehnsgüter. Um Einfluss bei Hofe oder in Domkapiteln zu gewinnen, unterhielt der sogenannte Stiftsadel häufig auch Stadtpalais, vor allem in fürstbischöflichen Residenzen wie Mainz oder Münster. Unverheiratete Töchter traten als Nonnen in Klöster ein oder wurden Stiftsdamen in einem Frauenstift; in beiden Fällen konnten sie zur Äbtissin oder Priorin aufsteigen. Einige Klöster und Chorherrenstifte, auch Frauenklöster und Damenstifte, waren reichsunmittelbar und unterstanden direkt dem Kaiser. Ihre Fürstäbte und -äbtissinnen gehörten zu den regierenden Reichsprälaten und waren im Reichstag vertreten. Der höhere Kirchendienst stellte zwar ein adliges Netzwerk dar, doch bot er, ebenso wie der Hofdienst, auch talentierten Bürgerlichen die Möglichkeit zum Aufstieg in hohe Positionen; im 18. Jahrhundert war bereits ein erheblicher Teil der Reichsprälaten bürgerlicher Herkunft.
Die Ideale der Aufklärung stellten nicht nur die Macht der Kirche, sondern auch die des monarchischen Absolutismus und des Adelsstandes in Frage. Während die Französische Revolution 1789 diese Macht – zumindest vorübergehend – radikal beendete, indem das aufstrebende Bürgertum sie an sich riss, erreichten ihre Wellen auch das Alte Reich und seine Nachfolgestaaten und bewirkten dort eine allmähliche Beschneidung von Macht und Einfluss des Adels. Wirtschaftlich setzte die Bauernbefreiung im 19. Jahrhundert der Feudalherrschaft ein Ende; der landbesitzende Adelige lebte nun nicht mehr überwiegend von Diensten und Abgaben, sondern musste sich als landwirtschaftlicher Unternehmer versuchen. Mit dem Aufkommen des Kapitalismus und der Industrialisierung erwies sich bürgerliche Bildung nicht nur im Verwaltungsdienst, sondern auch in Wissenschaft und Industrie als konkurrenzfähiger, im Vergleich zu den traditionell adligen Berufsbildern (Offizier, Staatsbeamter, Diplomat, Land- und Forstwirt oder Geistlicher) und der darauf ausgerichteten Erziehung. Der Zugang zu hohen Ämtern in Militär und Verwaltung war nun zwar nicht mehr ein Monopol des Adels, blieb aber bis zur Novemberrevolution von 1918 vergleichsweise privilegiert.
Im 19. Jahrhundert kam es zur Nobilitierung zahlreicher Beamten-, Professoren- und Offiziersfamilien, die nicht über Großgrundbesitz verfügten; erfolgreiche Industrielle wurden ebenfalls gelegentlich geadelt (siehe unten, Geldadel). Es entstand die sogenannte „Zweite Gesellschaft“. Bisweilen betätigten sich auch ältere Adelsgeschlechter erfolgreich in der Wirtschaft, etwa in der Viehzucht oder Holzproduktion für expandierende Märkte aufgrund des Bevölkerungswachstums der Städte durch die Industrialisierung und dank der neuen Transportmöglichkeiten mit der Eisenbahn. Bismarcks Schutzzollpolitik ab 1877 diente nicht zuletzt den Interessen der Großagrarier. In seltenen Fällen wurden Altadlige in der Gründerzeit sogar zu Großindustriellen, besonders in den oberschlesischen Kohlerevieren, wie etwa die Grafen Henckel von Donnersmarck oder die Grafen Ballestrem; andere wie Graf Hans Ulrich Schaffgotsch erheirateten sich bürgerliche Industrievermögen. Es kam aber auch zu spektakulären Zusammenbrüchen durch dandyhaften Lebensstil, wie bei Graf Hugo Waldbott. In der Weimarer Republik führte ab Ende der 1920er Jahre die Weltwirtschaftskrise zum Verlust vieler alter Grundbesitze, insbesondere wenn diese überschuldet waren.

### Vererbbarkeit von adeligen Titeln und Privilegien
Die weitaus häufigste Erscheinungsform des deutschen Adels war der Erbadel und der mit ihm verbundene Erbadelsstand. Ausnahmen hiervon bildeten der persönliche, nicht vererbbare Adel, vor allem der Amts- und oft auch der Ordensadel, bei welchen der Adelstitel an die Person oder das jeweilige Amt gebunden war.
Erbadel und die damit gegebenenfalls verbundenen Titel wurde typischerweise „im Mannesstamm“ in gerader Linie und gleichermaßen an alle ehelichen Kinder eines adeligen Mannes weitervererbt, sofern es sich nicht um einen Primogeniturtitel (oder Erstgeburtstitel) handelte, welcher im Allgemeinen nur auf den ältesten Sohn bzw. das älteste Kind überging. Allerdings fanden sich in den meisten deutschen Staaten Einschränkungen dahingehend, dass die Ehepartnerin eines adeligen Mannes nicht von niederer Geburt sein durfte (Ebenbürtigkeit). Das Preußische Landrecht von 1794 sprach hier von einer Ehe zur rechten Hand. Diese konnte von einem adeligen Mann nur geschlossen werden mit Frauen, welche mindestens dem gehobenen Bürgerstande angehörten. Kinder eines adeligen Mannes aus einer Ehe zur linken Hand waren demgegenüber nichtadelig und waren auch nicht zur Führung von Adelsnamen und -titeln des Vaters berechtigt. Ehefrauen, welche nicht per Geburt aus dem Erbadelsstand stammten, konnten zudem durch eine Ehe zur rechten Hand mit einem adeligen Mann die äußeren Rechte des Adels erlangen (PrALR 1794, Tit. 1, §§ 30, 31; Tit. 9, §§ 3, 8). Die Ebenbürtigkeitsregeln für den Hohen Adel waren strenger als für den Niederen Adel. Bastarde erbten hingegen weder das Adelsprädikat „von“ noch Adelstitel, konnten solche allerdings verliehen bekommen.

### Adelsverlust
Es kam hin und wieder vor, dass adlige Familien ihren grundherrschaftlichen Gutsbesitz, der für eine Mitgliedschaft in der jeweiligen Landesritterschaft erforderlich war, nicht halten konnten, infolge von Überschuldung, Kriegsereignissen, Wirtschaftskrisen, Erbteilungen oder anderem, und sich auch nicht in Hof- oder Militärdiensten „im Stande“ zu halten vermochten, sondern sich gezwungen sahen, in eine Stadt zu ziehen und dort einem bürgerlichen Erwerbsberuf (z. B. Handwerker oder Kaufmann) nachzugehen, was schon im Mittelalter den Standesverlust nach sich zog. Handwerker konnten in Deutschland grundsätzlich nicht den Ritterschlag erhalten – anders als in Italien, worüber sich schon Otto von Freising in seinen Gesta Friderici erstaunte. Andere bewirtschafteten infolge übermäßiger Erbteilungen oder anderweitiger wirtschaftlicher Schwierigkeiten nur noch Resthöfe und sanken in den Bauernstand ab. Aufgrund der Privilegien des Adels bestand aber in Fällen der Verarmung, die keineswegs selten waren, zumeist die Möglichkeit, im Militär oder in der Verwaltung bzw. bei Hofe besoldete Ämter zu erlangen und bei nächster Gelegenheit durch Heirat wieder Grundbesitz zu erwerben, was allerdings in der Regel ebenbürtige Eheschließungen voraussetzte. Wenn Verarmung mit Mesalliance einherging, war der Abstieg oft besiegelt. Doch kam ein solcher Standesverlust, der ja auch ein Privilegienverlust war, weitaus seltener vor, als es heute von vermeintlichen Adelsnachfahren oft behauptet wird. Der Dichter (und Gastwirt) Grimmelshausen ist ein Beispiel für solchen „verlorenen Adel“.
Die Zugehörigkeit zum Adelsstand konnte in den deutschen Königreichen der Neuzeit sowie später in Österreich-Ungarn auch entzogen werden, wenn ein Mitglied des Adels gegen Gesetze oder andere Regeln seines Standes verstieß. Dieser sogenannte Adelsverlust, in Österreich-Ungarn Adelsentsetzung, galt zum Beispiel in Preußen ab 1794 mit der Einführung des Preußischen Allgemeinen Landrechts und in Bayern seit 1812 mit dem Strafgesetzbuch für das Königreich Bayern. Erst mit der Justizreform zur Reichsgründung 1871 wurde im Deutschen Reich der Adelsverlust wieder abgeschafft, während er in Österreich-Ungarn noch bis 1919 verhängt werden konnte. Verschiedenartige Regelverletzungen, wie unter anderem die Ausübung bürgerlicher Gewerbe oder die Mitgliedschaft in einer Handwerkszunft unter Verschweigung des Adelstitels, führten nach dem Landrecht wenn nicht zu einer dauerhaften, dann zumindest zu einer zeitweiligen Entziehung des Adelsstandes, bis dieses Fehlverhalten beendet wurde. Jedoch betraf dies in der Praxis nur besonders augenfällig Verarmte, deren sozialer Abstieg sich auch beruflich manifestiert hatte, denn Armut an sich war keine Seltenheit. Die Witwen gefallener adliger Offiziere etwa litten oft Not und mussten mit ihren Kindern in Invalidenhäusern unterkommen oder von Verwandten ausgehalten werden, im Dreißigjährigen Krieg ebenso wie in den folgenden Jahrhunderten, ohne dass dies einen Standesverlust bewirkte.
Ein dauerhafter Adelsverlust kam dagegen immer in Betracht bei einem groben Verstoß gegen die allgemeinen Strafgesetze (vgl. PrALR 1794, Tit. 9, §§ 81, 89), sowie ferner bei einer Desertation aus dem Militärdienst in Kriegszeiten. Der dahingehend Bestrafte musste seine Adelstitel und adligen Namensbestandteile ablegen, verlor seine adligen Standesprivilegien und wurde auf Lebenszeit vom Adelsstand ausgeschlossen. Berufungen gegen eine solche Entscheidung oder Gnadengesuche beim Landesherrn waren selten erfolgreich. Der Adelsverlust betraf dabei stets nur die Person des Verurteilten, nicht jedoch dessen Familie, dessen Ehefrau bei vorheriger Eheschließung und vor dem Adelsverlust geborene eheliche Kinder. Aus der Zeit Friedrichs II. sind zwar zahlreiche adlige Deserteure bekannt, jedoch ist ein Adelsentzug bisher nicht nachweisbar, sodass anzunehmen ist, dass die (der Abschreckung dienenden) Gesetze nicht immer konsequent angewendet wurden.
Hiervon abzugrenzen ist der regelmäßige Adelsverlust einer adlig geborenen Frau, welche durch Heirat mit einem nichtadeligen Mann nach überlieferten adelsrechtlichen Grundsätzen die Zugehörigkeit zum Adelsstand verlor; deren Kinder waren dann ebenfalls nichtadelig.

### Aufhebung der Adelsvorrechte in der Weimarer Republik
In Deutschland wurde das letzte Adelsprädikat am 12. November 1918 durch den Fürsten Leopold IV. von Lippe dem Geheimrat Kurt von Kleefeld verliehen. Die Ausrufung der Weimarer Republik und die Abdankungen von Kaiser Wilhelm II. aus dem Haus Hohenzollern und der Bundesfürsten im November 1918 beendeten das Zeitalter der Monarchien in Deutschland. Zu diesem Zeitpunkt gehörten ca. 60.000 Menschen dem Adel an, was etwa 0,1 % der Bevölkerung entsprach.
Mit dem Inkrafttreten der Weimarer Reichsverfassung am 14. August 1919 wurden alle Standesvorrechte des Adels abgeschafft (Artikel 109 Abs. 3 WRV). Alle Bürger wurden vor dem Gesetz gleichgestellt, Männer und Frauen erhielten grundsätzlich dieselben staatsbürgerlichen Rechte und Pflichten, öffentlich-rechtliche Vorrechte oder Nachteile der Geburt oder des Standes wurden aufgehoben, Titel durften nur noch verliehen werden, wenn sie ein Amt oder einen Beruf bezeichnen. Die bisherigen Adelsbezeichnungen durften als Teil des Nachnamens verwendet, aber nicht mehr verliehen werden. Damit wurde der Adel als bevorrechtigter Stand abgeschafft, auch wenn sich in der verfassunggebenden Versammlung am 15. Juli 1919 eine Mehrheit nicht für die weitergehende Formulierung in Artikel 109 „Der Adel ist abgeschafft“ entscheiden konnte und diese abgelehnt wurde. In der Weimarer Nationalversammlung, die die neue Verfassung ausarbeitete, wirkten auch republikanisch gesinnte Adlige mit, etwa der Staatsrechtler Alexander Graf zu Dohna-Schlodien.
Die verfassunggebende preußische Landesversammlung verabschiedete am 23. Juni 1920 das Preußische Gesetz über die Aufhebung der Standesvorrechte des Adels und die Auflösung des Hausvermögens. Mit diesem „Adelsgesetz“, das andere Länder des Deutschen Reiches in ähnlicher Form übernahmen, wurde der Adel rechtlich als privilegierte gesellschaftliche Gruppe in Deutschland abgeschafft. Weiterhin bestimmte dieses Gesetz, dass die Adelstitel in der Form, die bisher von den nicht durch Primogenitur besonders bevorrechtigten Familienmitgliedern geführt wurde, zukünftig als Teil des bürgerlichen Familiennamens galten, wobei nach einer Entscheidung des Reichsgerichts vom 10. März 1926 (RGZ 113, 107 ff.) weiterhin die geschlechtsspezifischen Varianten verwendet werden konnten (Graf/Gräfin, Herzog/Herzogin usw.). Diejenigen Personen, die zum Zeitpunkt des Inkrafttretens der Weimarer Reichsverfassung einen Primogeniturtitel führten (also z. B. Fürst statt Prinz), durften diesen persönlich auf Lebzeit beibehalten. Das betraf insbesondere die Herrschertitel ehemals regierender Häuser.
Die ererbten Vermögen durften die Adelsfamilien behalten. Ein 1926 von der Kommunistischen Partei Deutschlands (KPD) initiierter Versuch, durch den Volksentscheid zur Fürstenenteignung wenigstens die ehemals regierenden Häuser „entschädigungslos zu enteignen“, scheiterte.

### Adel zur Zeit des Nationalsozialismus

#### Hoffnung auf nationales Wiedererstarken
Von der Mehrheit des deutschen Adels wurde die Weimarer Republik rigoros abgelehnt. Der Adel unterstützte deshalb weiterhin die konservativen deutschnationalen Strömungen in der Gesellschaft und hoffte auf die Wiederherstellung einer monarchischen Staatsform. Jedoch stellte der deutsche Adel von jeher keine homogene Gruppe dar und war geprägt von der jeweiligen Landschaft und der dort vorherrschenden Konfession. Angehörige des historischen Adels fanden sich auf der Seite der begeisterten Unterstützer des Nationalsozialismus ebenso wie später auf der Seite des offenen Widerstandes, der oft mit dem Tod endete. Zudem herrschte auch eine weit verbreitete ambivalente Haltung vor.
Einerseits bediente sich der Nationalsozialismus konservativer Begriffe und forderte das Wiedererstarken der deutschen Nation, die auch vom Adel erwünscht war. Der Nationalsozialismus fand so auch viele adelige Anhänger insbesondere bei den jüngeren, protestantisch und preußisch geprägten Vertretern der ostelbischen Junker. Zudem war die von den Nationalsozialisten betriebene Rassenideologie des „reinen Stammbaums“ (Ariernachweis) dem heute noch angewandten „Nachweisprinzip des Adels“ (Adelsprobe, Adelsrecht) entlehnt. Die völkisch bis rassistisch geprägte Deutsche Adelsgenossenschaft (DAG), die größte Vereinigung deutscher Adeliger im Deutschen Reich, repräsentierte aber nicht alle deutschen Adeligen. Die DAG – deren Prüfstelle für Abstammungsfragen noch heute im sogenannten Deutschen Adelsrechtsausschuss besteht – hatte bereits 1920 den Ariernachweis als erweiterten Teil der Adelsprobe eingeführt. Adelige wie Karl Freiherr von Hirsch, der später im Konzentrationslager Theresienstadt umkam, waren damit aus dem Verband des deutschen Adels ausgeschlossen worden. Viele führende Rassentheoretiker waren Angehörige des Adels, so etwa Max von Gruber, Otmar Freiherr von Verschuer, Karl von Behr und besonders Egon Freiherr von Eickstedt (nach seiner „rassendiagnostischen Formel“ wurden die Nürnberger Gesetze angewandt). Welche Wirkung die Ideologie des Herrenmenschtums von Arthur de Gobineau auf so manche deutsche Adelige hatte, kann nur vermutet werden. Als Beispiel der aktiv am Regime beteiligten Adeligen mit einer solchen Gesinnung sei Franz Pfeffer von Salomon genannt. Heinrich Himmler, ein ausgesprochener Verehrer des alten deutschen Adels, beispielsweise beabsichtigte mit seiner Lebensborn-Organisation die Heranziehung des erweiterten „Adels der Zukunft“.
Andererseits lehnten viele Adelige trotz Befürwortung von paternalistischem sozialem Engagement die egalitäre Seite des Nationalsozialismus und auch die proletischen Schlägertrupps der SA ab. Sie standen aufgrund einer überwiegend religiösen und politisch konservativen Grundhaltung der neuen Bewegung des Nationalsozialismus skeptisch gegenüber. Obwohl solche Kreise der NSDAP deshalb eher nicht beitraten und deren rassistische Ideologie ablehnten, galten auch sie oft als Sympathisanten des nationalsozialistischen Programms einer nationalen Erhebung und Wiederaufrüstung. Bei katholisch geprägten west- und süddeutschen, insbesondere auch bayerischen Adeligen, konnte der Nationalsozialismus aber durchaus auch auf heftige Ablehnung stoßen, insbesondere bei den Vertretern der älteren Generation. Es gab große Vorbehalte gegenüber radikalen, 'antiadligen' und sozialistischen Aspekten des Nationalsozialismus. In adligen Führungseliten und im noch vom Adel stark geprägten Offizierskorps stand man dem Parvenü und „Gefreiten Hitler“ ebenfalls oft eher skeptisch gegenüber.
Der bayerische Adel insbesondere wollte die Rückkehr zur Monarchie, notfalls unter Abspaltung Bayerns vom Deutschen Reich, und hatte mit Kronprinz Rupprecht von Bayern auch einen wesentlich kompetenteren Thronprätendenten zu bieten als etwa im Vergleich dazu das Haus Hohenzollern mit dem deutschen Kronprinzen Wilhelm von Preußen, der Hitler offenherzig bewunderte.

#### Ambivalentes Verhalten während der Weimarer Republik
Nach der Niederschlagung des Hitler-Ludendorff-Putsches im Jahr 1923 nutzte der deutsch-nationale Reichswehrchef Hans von Seeckt seine Amtsmacht, um sowohl die KPD als auch die NSDAP zu verbieten.
Zu den einflussreichen Förderern Adolf Hitlers gehörte bereits ab 1922 der frühere Herzog Carl Eduard von Sachsen-Coburg und Gotha. Später machten Organisationen wie die Harzburger Front von Alfred Hugenberg mit Unterstützung von Reichswehrgeneral a. D. Hans von Seeckt und dem Kaisersohn und SA-Gruppenführer August Wilhelm Prinz von Preußen in Deutschland Adolf Hitler ab 1931 in den konservativen deutschnationalen Kreisen salonfähig. Dieses geschah, obwohl Wilhelm II., wie er später im niederländischen Exil einräumte, der Annäherung dieses Sohnes an den Nationalsozialismus ablehnend gegenüber stand. Dennoch gilt diese Salonfähigmachung als großer Schritt zur späteren Machtergreifung.
Reichspräsident Paul von Hindenburg sah weiterhin auf die Nationalsozialisten und den „böhmischen Gefreiten“ Hitler herab und versuchte, so lange es ihm möglich schien, sie von der Macht fernzuhalten. Als die NSDAP und die KPD die Mehrheiten im Reichstag seit 1932 dominierten, erwogen die Reichskanzler der Präsidialkabinette Franz von Papen und Kurt von Schleicher sogar mit Hilfe der Reichswehr eine Machtergreifung dieser Parteien zu verhindern. Der Chef der Heeresleitung Kurt von Hammerstein-Equord und der Leiter des Ministeramts im Reichswehrministerium Ferdinand von Bredow befürworteten ein militärisches Vorgehen gegen Hitler.
Die einzige Alternative schien eine Einbindung der Nationalsozialisten in eine von der DNVP geführte Regierung. Eine Vizekanzlerschaft lehnte Hitler ab, und die Spaltung der NSDAP scheiterte. In dieser kritischen Phase der Partei schrieb Hitlers Propagandachef Goebbels in sein Tagebuch:

„Spät nachts entwickelt der Führer noch im Kaiserhof seine Gedanken über den Adel. Auch hier wie immer originell und einfallsreich. Der Adel hat nur dann einen Sinn, wenn er nicht nur auf Vorrechten, sondern auch auf Vorpflichten beruht. Fordern, aber nicht leisten, das gilt nicht.“

Stephan Malinowski wies indes darauf hin, dass viele Mitglieder der adeligen Familien schon vor der Machtergreifung Mitglieder der NSDAP waren. Er betont, dass es signifikant mehr Parteimitglieder als später Widerstandskämpfer gab (allerdings gilt dies auch für die übrige Bevölkerung). Malinowski kommt zu dem Schluss, dass „der Adel in der NSDAP bereits 1933 eindeutig überproportional vertreten gewesen“ sei.

#### Adelige NSDAP-Mitglieder
Der Jurist und Diplomat Erhard Graf von Wedel trat am 1. Dezember 1931 der NSDAP bei und äußerte sich in seinen Schriften des Öfteren sehr positiv, zum Teil begeistert über den Nationalsozialismus und stand mit dieser Einstellung stellvertretend für viele seiner sozialen Schicht. Gemäß einer Überprüfung von 350 Adelsfamilien durch Stephan Malinowski ergaben sich 3600 Adelige mit Parteibuch. Die Zahl ist jedoch nicht einfach zu interpretieren, da sie nicht alle Adeligen erfasst, die NSDAP-Mitglieder waren und zudem nicht ins Verhältnis gesetzt ist zur Anzahl aller Personen, die dem historischen Adel im Deutschen Reich damals zuzurechnen waren. Unterscheidet man die Konfession, so fällt auf, dass katholische Adelige z. B. in Bayern, Rheinland und Westfalen weniger anfällig für den Nationalsozialismus waren. Die NSDAP übte entsprechenden Druck aus und verlieh auch ohne Parteieintritt ihr Goldenes Parteiabzeichen 1937 u. a. an die Minister Johann Ludwig Graf Schwerin von Krosigk und Paul von Eltz-Rübenach, was letzterer als Katholik beim Festakt ablehnte, so dass Hitler unter Protest den Raum verließ. Jedenfalls fanden sich in den Reihen der NSDAP etwa 41 Schulenburg, 52 Schwerin, 27 Hardenberg, 34 Bismarck, 53 Arnim, 37 Goltz, 70 Osten, 38 Puttkamer, 40 Bülow, 43 Kleist, 48 Winterfeld und 78 Wedel; die Auflistung ließe sich lange fortführen. Zwar findet man viele dieser Namen auch im militärischen Widerstand gegen den Nationalsozialismus wieder, was allerdings damit zu erklären ist, dass dieser aus der Führungsebene der Wehrmacht und des NS-Regimes heraus erwuchs.
Aus den Fürstenhäusern traten 80 Mitglieder vor der Machtergreifung 1933 in die NSDAP ein, bis 1941 wuchs die Zahl auf 270. Einige namhafte Vertreter des Hochadels mit einer Mitgliedschaft in der NSDAP stammten aus dem Haus Hessen. Es waren dies Friedrich Karl Landgraf von Hessen, Richard Prinz von Hessen Philipp Landgraf von Hessen, Christoph Prinz von Hessen, Wilhelm Prinz von Hessen-Philippsthal-Barchfeld, Wolfgang Prinz von Hessen, Georg Donatus Erbgroßherzog von Hessen-Darmstadt und Ludwig Prinz und Landgraf von Hessen und bei Rhein.
Auch aus dem ernestinischen Zweig des Geschlechts der Wettiner gab es einige Prominenz in der Partei. Es waren dies neben dem schon genannten Carl Eduard Herzog von Sachsen-Coburg und Gotha zudem Hubertus Prinz von Sachsen-Coburg und Gotha, Johann Leopold Prinz von Sachsen-Coburg und Gotha, Rainer Prinz von Sachsen-Coburg-Koháry, Georg Herzog von Sachsen-Meiningen und Ernst Herzog von Sachsen-Altenburg.
Weitere Vertreter des Hochadels in der NSDAP waren zum Beispiel auch Joachim Ernst Herzog von Anhalt, der bereits erwähnte Adolf Fürst zu Bentheim-Tecklenburg, des Weiteren Otto (III.) Fürst von Bismarck, Gottfried Graf von Bismarck-Schönhausen, Carl Friedrich Fürst zu Castell-Castell, Hermann Burggraf und Graf zu Dohna-Finckenstein, Alexander Graf zu Erbach-Erbach, Friedrich Wend Fürst zu Eulenburg, Botho-Wendt Graf zu Eulenburg, Max Egon Fürst zu Fürstenberg, Karl Egon Prinz, seit 1941 Fürst zu Fürstenberg, Maximilian Egon Prinz zu Fürstenberg, Joachim Egon Prinz zu Fürstenberg, Georg Graf Henckel von Donnersmarck, Ernst Fürst zu Hohenlohe-Langenburg, Gottfried Prinz zu Hohenlohe-Langenburg, Friedrich Karl Fürst zu Hohenlohe-Waldenburg-Schillingsfürst, Albrecht Prinz von Hohenzollern, Franz Joseph Prinz von Hohenzollern-Emden, Wilhelm Karl Prinz von Isenburg, Emich Fürst zu Leiningen, Hermann Prinz zu Leiningen, Karl Fürst zu Leiningen, Ernst Leopold Prinz zur Lippe, Karl Christian Prinz zur Lippe-Weißenfeld, Friedrich Franz Herzog zu Mecklenburg, Nikolaus Herzog von Oldenburg, Eugen Graf von Quadt zu Wykradt und Isny, Heinrich Erbprinz von Reuß, Heinrich Prinz Reuß zu Köstritz, Wolrad Fürst zu Schaumburg-Lippe, Friedrich Christian Prinz zu Schaumburg-Lippe (seit 1929 NSDAP-Mitglied, Adjutant von Joseph Goebbels), Max Prinz zu Schaumburg-Lippe, Ernstotto Graf zu Solms-Laubach, Otto Graf zu Stolberg-Wernigerode, Roderich Graf von Thun und Hohenstein, Albrecht Fürst von Urach, Josias Erbprinz zu Waldeck und Pyrmont, Viktor Prinz zu Wied und Heinrich Ferdinand von Österreich-Toskana. An dieser Stelle sei auch Bernhard zur Lippe-Biesterfeld erwähnt, der Prinzgemahl der späteren niederländischen Königin Juliana, der freilich im Vorfeld seiner im Januar 1937 erfolgten Hochzeit aus der Partei austrat.
Auch einige namhafte Frauen aus dem Hochadel zog es in die Partei, wie etwa Marie Auguste Prinzessin von Anhalt, Clementine Gräfin zu Castell-Rüdenhausen, Margarethe Landgräfin von Hessen-Kassel, die jüngste Schwester von Kaiser Wilhelm II., Alexandra Fürstin zu Hohenlohe-Langenburg, Sophie Charlotte Prinzessin von Preußen, Magdalene Gräfin zu Stolberg-Wernigerode und Pauline Fürstin zu Wied.
Allein schon wegen ihrer Prominenz haben diese Vertreter des Hochadels – ganz überwiegend protestantischer Konfession – durch die Mitgliedschaft in der Partei dem NS-Regime erheblichen Vorschub geleistet. Die meisten Angehörigen des Adels übersahen, dass Hitler weder den Adel in seine alten Rechte wieder einsetzen wollte noch dessen Werte teilte. Im Grunde machten Hitler und seine Entourage den Adel für die Niederlage im Ersten Weltkrieg mit verantwortlich. Viele Adelige durchschauten nicht, dass sie nur als nützliche Handlanger und Reklameträger für die Sache der Nazis herhalten sollten. Auch einer der prominentesten des Hochadels in den Reihen der Nazis, der Kaisersohn August Wilhelm Prinz von Preußen, begriff dies nicht. Wenn auch der Adel in der NSDAP überrepräsentiert war, so ist dennoch davon auszugehen, dass es stets mehr Adelige außerhalb als innerhalb der Partei gab. Dienstältestes adeliges SS-Mitglied war nach den Unterlagen des ehemaligen Berlin Document Center Hubertus Karl Graf von Schimmelmann.
Die Motive für den Partei-Eintritt waren vielfältig, einige Adlige waren ideologisch überzeugt, andere versprachen sich eine Überwindung ihres Status- und Machtverlusts von 1918, wieder andere teilten die – auch im Bürgertum sehr verbreitete – Angst vor einer Bolschewisierung Deutschlands und Europas, viele hofften (ebenso wie im Kleinbürgertum und der Arbeiterschaft) auf einen wirtschaftlichen Aufschwung nach der Weltwirtschaftskrise, manche versprachen sich (nach der Machtergreifung) Karrieremöglichkeiten in Diplomatie und Militär, wieder andere versuchten, sich trotz innerlich ablehnender Haltung durch ein Parteibuch vor Denunziation zu schützen und zugleich ihren Besitz vor Konfiskation (wie etwa Hans-Hasso von Veltheim-Ostrau).
Jedoch war dieser Prozess durch vielfältige Repression und auch Verfolgung jener Adeliger begleitet, die eine Kooperation verweigerten, so wurden z. B. Angehörige der katholischen Adelshäuser Wittelsbach (wie Franz von Bayern) und Habsburg (wie Maximilian Hohenberg) mit ihren Geschwistern in KZ-Sippenhaft genommen. Ebenso erging es den Familien adeliger Widerstandskämpfer, z. B. Nina Schenk Gräfin von Stauffenberg und des Generals Walther von Seydlitz-Kurzbach.
Zur Situation des österreichischen Adels in dieser Zeit siehe Österreichs ehemaliger Adel und der Nationalsozialismus.

#### Weg in die Diktatur
Werden die Verhältnisse des Adels auf der Ebene des Reichstags beleuchtet, so waren im Jahre 1932 sogar 15 Reichstagsabgeordnete der NSDAP adeliger Abstammung. Das war bei dieser Wahl der höchste Anteil aller Parteien und lag somit bei rund 7 Prozent, wohingegen der Adel bezogen auf die Gesamtbevölkerung nur bei rund einem Promille lag. Hier sticht also die überproportionale Vertretung des Adels bei den Nazis mit dem ungefähren Faktor 70 sehr deutlich hervor. Auch auf der Ebene des späteren Kabinetts Hitler gab es einen relevanten Anteil Adliger, allerdings war der Anteil niedriger als im erwähnten Kabinett von Papen, das auch explizit als „Kabinett der Barone“ galt und von der Absicht getragen war, die Nationalsozialisten von der Macht fernzuhalten.
Die Kamarilla (Otto Meissner, Oskar von Hindenburg, Elard von Oldenburg-Januschau, Franz von Papen, Kurt von Schleicher, Alfred Hugenberg und bedingt auch August von Mackensen) um Paul von Hindenburg trieb nun zur Unterstützung einer national ausgerichteten Regierung die Ernennung Hitlers zum Reichskanzler voran. Anfangs hofften Hindenburg und Teile des Adels, den Nationalsozialismus so unter Kontrolle zu bringen. An der Regierung waren demgemäß nur zwei nationalsozialistische Minister beteiligt. Zu Beginn der „Machtergreifung“ stützte sich Adolf Hitler auf die noch immer zahlreichen Offiziere des Adels in der Reichswehr (General Werner von Blomberg von 1933 bis 1938 Reichswehrminister bzw. seit 1935 Reichskriegsminister und 1936 der erste Generalfeldmarschall der Wehrmacht).
Im Jahre 1933 hatte Adolf Fürst zu Bentheim-Tecklenburg-Rheda, der Adelsmarschall und Vorsitzende der Deutschen Adelsgenossenschaft (DAG), gelobt, dass der Adel an der Seite Hitlers für seine Sache eintreten und sie gewinnen würde oder mit ihm untergehen solle. Er sorgte dafür, dass alle Mitglieder der DAG ausgeschlossen wurden, die nicht bis mindestens zurück bis zum Jahr 1750 den Nachweis nichtjüdischer Vorfahren führen konnten. Die DAG unterstützte somit die Nazis ganz wesentlich in ihrem Antisemitismus. Die DAG hatte zu der Zeit rund 17.000 Mitglieder. Bentheim sprach also für etwa 20 Prozent des gesamten deutschen Adels. Er hatte dem Wunsch entsprochen, dass erhebliche Teile des Adels mit dem Regime kollaborieren wollten.
Mit der propagandistischen Inszenierung des Tags von Potsdam am 21. März 1933 sollte die preußisch-deutsche Militärelite gleich zu Beginn der NS-Herrschaft umgarnt und für die Sache Hitlers vereinnahmt werden. Allerdings gab es schon früh Spannungen mit der nicht vollkommen gleichgeschalteten Wehrmacht und ihren Offizieren, die häufig aus Adelsfamilien stammten. Insbesondere als SS-Offiziere, jedoch auch als Offiziere in der Wehrmacht, waren zahlreiche Adelige später dann aber direkt in die Verbrechen und den Völkermord der Nazis verstrickt.

#### Gleichschaltung der Wehrmacht und Verfolgung kritischer Offiziere
1934 wurden der ehemalige Reichskanzler und General Kurt von Schleicher, der Hitlers Kanzlerschaft lange versucht hatte zu verhindern, und dessen Frau Elisabeth von Schleicher, sowie der ehemalige stellvertretende Reichswehrminister General Ferdinand von Bredow, im Rahmen nationalsozialistischer „Säuberungen“ nach dem Röhm-Putsch umgebracht. Die Säuberungen dienten zur Abwehr eines vorgeblich geplanten Putsches durch die SA. Dabei wurden auch die dem Adel entstammenden SA-Führer Peter von Heydebreck und Hans Erwin Graf von Spreti-Weilbach getötet. Im Schatten dieser Mordaktionen gegen die SA, ging es aber auch um die Beseitigung einer Reihe adlig-konservativen Gegenspieler. Aus der direkten Umgebung des Vizekanzlers von Papens wurde etwa der konservative Herbert von Bose, der Papens von Hindenburg begrüßte Marburger Rede gegen Excesse des Nationalsozialismus mitverfasst hatte, umgebracht. Mit der Ermordung des ehemaligen bayerischen Ministerpräsidenten Gustav Ritter von Kahr im KZ Dachau begannen damals auch Verfolgungen von Adeligen aus Politik und Kirche. Weitere namentlich bekannte Opfer der Mordaktion, die aus dem Adel stammten, waren Veit Ulrich von Beulwitz, Ferdinand von Bredow, Georg von Detten, Hans-Joachim von Falkenhausen, Eugen von Kessel, Fritz von Kraußer, Walter von Mohrenschildt und Eberhard Carl Freiherr von Wechmar. Von den rund 90 bekannten Todesopfern dieser von Hitler angeordneten Aktion entstammten demnach 14 aus dem Adel. Papens Mitarbeiter Wilhelm Freiherr von Ketteler dagegen glückte damals die Flucht aus der Vizekanzlei, so dass er zum Landsitz des Reichspräsidenten reiste, um Hindenburg in seiner Eigenschaft als Oberkommandierenden der Reichswehr zu einem Eingreifen veranlassen zu können. Obwohl man ihn nicht in die Nähe des Reichspräsidenten vorließ, gelang es ihm über Umwege, den Reichspräsidenten dazu zu bringen, die Einstellung der Erschießungen anzuordnen, was Hitler befolgte.
Auch der greise Generalfeldmarschall August von Mackensen und der Freund Schleichers, Generaloberst z. V. Kurt von Hammerstein-Equord, versuchten während der Mordtage vergeblich, Hindenburg zu erreichen. Darauf hofften sie, durch eine Denkschrift den Reichspräsidenten aufzuklären. Die Schrift trug zwar zu einer kritischen Haltung des Offizierskorps bei, dessen Angehörige überwiegend eine Untersuchung wollten, sie erreichte Hindenburg aber nie. Die Furcht vor Verfolgung veranlasste jedoch nun auch viele Angehörige der oberen Gesellschaftsschicht aus Adel und Bürgertum, die weder zu den Überzeugten noch zu den frühen Opportunisten gehört hatten, zu einem angepassten Verhalten gegenüber den neuen Machthabern.
In der Blomberg-Fritsch-Krise 1938 gelang es Hitler, im Rahmen teilweise konstruierter Affären den Oberbefehlshaber des Heeres Werner von Fritsch und Kriegsminister Werner von Blomberg abzusetzen, die gewagt hatten, gegen seine aggressive Außenpolitik Einspruch zu erheben. 1938 wurde der o. g. Diplomat und Attaché Papens Wilhelm Freiherr von Ketteler ermordet, der bereits damals ein Attentat auf Adolf Hitler plante.
Im Rahmen der sogenannten Septemberverschwörung bildete sich 1938 bereits ein Widerstandskreis im Amt Ausland/Abwehr, der für den Fall einer Mobilmachung Kommandeure für Staatsstreichspläne in Berlin gewinnen konnte, u. a. Erwin von Witzleben (Kommandierender General und Befehlshaber des Wehrkreises III), Walter Graf von Brockdorff-Ahlefeldt, Paul von Hase, Wolf-Heinrich Graf von Helldorff (Polizeipräsident von Berlin), Fritz-Dietlof Graf von der Schulenburg. Auch der neu ausgewählte und vermeintlich regimetreue Nachfolger als Oberbefehlshaber des Heeres Walther von Brauchitsch scheint an den Verschwörungsplänen aktiv beteiligt gewesen zu sein. Auch als er von diesen Abstand nahm, deckte er diese Pläne nicht auf. Nach der Münchner Konferenz wurde den Plänen zunächst der Boden entzogen. Auf Grund seines aktiven Widerstands wurde der ehemalige Stabsoffizier, NSDAP- und SA-Mitglied Malte zu Putbus ausgeschlossen, verfolgt und 1945 (wahrscheinlich) im KZ Sachsenhausen ermordet. Das gleiche Schicksal am gleichen Ort erlitt Hans von Ribbeck-Ribbeck.

#### Johanniterorden: Verbot einer Doppelmitgliedschaft von NSDAP und Orden, Austritte und kritische Haltung
Seit 1927 war Oskar Prinz von Preußen Herrenmeister des Ordens und er genoss zu Anfang des Nationalsozialismus den Schutz von des Reichspräsidenten Paul von Hindenburg. Gemäß dem so genannten Heß-Erlass vom Februar 1938 war die Doppelmitgliedschaft von NSDAP und – evangelischem – Johanniterorden untersagt. Ausgehend von der letztmals im Frühjahr 1931 publizierten Mitgliederliste der Kongregation, gesamte Mitgliederzahl im In- und Ausland: 4760 (bestehend aus Ehrenritter, Rechtsritter, höhere Ordensmitglieder) und den Nachweisungen der Austritte in den Johanniter-Ordensblättern bis 1939 verließen etwa zehn Prozent den Orden. Darunter waren zuerst Polizeioffiziere wie Jürgen von Kamptz, sehr viele Juristen sowie Diplomaten und Grundbesitzer. Des Weiteren befanden sich einige höhere SA-Führer unter dieser Gruppe, der Reichssportführer Hans von Tschammer und Osten, der Rektor Achim von Arnim, Alexander Freiherr von Humboldt-Dachroeden oder Georg von Neufville, ebenso mittlere NSDAP-Funktionäre, aber auch Beamte der Ritterschaft (Landschaft), hier Wedego Graf von Wedel, und ein Domherr, wie der letzte Kuratur der Brandenburger Ritterakademie, Hans von Rochow-Stülpe. Nach Kriegsende galt die Auflage, diese Personen nicht wieder aufzunehmen. Es gibt aber nachweislich zwei Ausnahmen, jeweils aus den Familien von Plotho und von Zeschau.
Mit Heß-Erlass wurde der Orden aber nicht aufgelöst oder verboten, er konnte nur keine neuen Mitglieder annehmen. Der Zusammenhalt der Mitglieder blieb aber erhalten. Bei den Johannitern waren einige aktiv im Widerstand gegen das Regime beteiligt (oder standen ihm nahe): Eberhard von Breitenbuch; Heinrich Graf zu Dohna-Schlobitten, Alexander von Falkenhausen, Albrecht von Hagen, Kurt Freiherr von Hammerstein-Equord, Carl-Hans Graf von Hardenberg, Rudolph-Christoph Freiherr von Gersdorff, Ulrich von Hassell, Walter von Hueck, Klaus von Andrian-Werburg, Ewald-Heinrich von Kleist, Ewald von Kleist-Schmenzin, Fritz von der Lancken, Wilhelm Graf zu Lynar, Friedrich von Praun, Friedrich von Rabenau, Adolf Friedrich Graf von Schack, Friedrich-Werner Graf von der Schulenburg, Ulrich Wilhelm Graf Schwerin von Schwanenfeld, August von Trott zu Solz; Otto von Stülpnagel; Erwin von Witzleben.

#### Verstrickung des Adels in die Verbrechen des Regimes
Angesichts der langen und respektablen Liste von Adeligen im Widerstand entstand in der Öffentlichkeit, insbesondere in den westlichen Nachkriegsmedien, vielfach der Eindruck, der gesamte Adel wäre im Widerstand gegen das NS-Regime gewesen. Dies entspricht jedoch keineswegs der Realität. Die meisten Angehörigen des Adels leisteten wie auch die Mehrheit der Bevölkerung keinen Widerstand. Nach dem gescheiterten Attentat vom 20. Juli 1944 waren jedoch auch viele Nazis der Meinung, dass der Adel insgesamt Verrat begangen habe. So forderte Robert Ley in einer öffentlichen Rede Ende Juli 1944 die Ausrottung der alten Adelsfamilien. Joseph Goebbels war allerdings strikt dagegen, denn er war von der Loyalität der überwiegenden Mehrheit der adeligen Offiziere in der Wehrmacht und der Waffen-SS nach wie vor überzeugt und wusste, dass das Regime sich auf sie verlassen konnte, sogar weiterhin dringend auf sie angewiesen war. Nach Rücksprache mit Hitler untersagte Goebbels am 26. Juli 1944 eine allgemeine Adelshetze und zwang Ley nach einer Unterredung, sich öffentlich für seine Ausfälle gegen den Adel zu entschuldigen.
Angehörige des Adels, die aktiv zu den Verbrechen des Regimes beigetragen haben, gab es sehr viele. Wie in der gesamten Wehrmacht spielte dabei der Fahneneid gegenüber Hitler eine Rolle sowie strikter Gehorsam gemäß der preußischen Militärtradition. Insbesondere ostelbische Adelige fanden offenbar die Idee der Ausdehnung des deutschen Lebensraums im Osten sehr attraktiv, um ihrem vermeintlichen Volk ohne Raum neue Siedlungsgebiete zu erschließen. Es wurde dabei in Kauf genommen, dass damit die Unterdrückung und Entrechtung der dort heimischen slawischen Bevölkerung einhergehen sollte. Auch das brutale Vorgehen gegen politisch Andersdenkende, „Bolschewisten“ und Partisanen, sowie die Verfolgung und Vernichtung der jüdischen Bewohner, wurde von Angehörigen des Adels in Wehrmacht, SS und Polizei entweder hingenommen oder aktiv vorangetrieben.
Die aus altem Adel stammenden Generale Erich von Manstein und Gerd von Rundstedt waren beim Überfall auf Polen 1939 und der Sowjetunion 1941 führend beteiligt und hatten somit erheblichen Anteil an den Verbrechen der Wehrmacht. Walter von Reichenau propagierte im Krieg gegen die Sowjetunion als überzeugter Parteigänger Hitlers den „Weltanschauungskrieg“ gegen „Bolschewisten“ und Juden. Als Befehlshaber der 6. Armee duldete er die Massaker in seinem Bereich. Weitere Generale, die dem Adel entstammten und an den Kriegsverbrechen ihren Anteil hatten, waren die Generalfeldmarschälle Fedor von Bock, Ewald von Kleist, Günther von Kluge, Georg von Küchler, Wolfram Freiherr von Richthofen und Maximilian von Weichs sowie die Generalobersten Hans-Jürgen von Arnim, Nikolaus von Falkenhorst und Eberhard von Mackensen. Die Generalfeldmarschälle Wilhelm Ritter von Leeb und Robert Ritter von Greim sowie der Generaloberst Eugen Ritter von Schobert stammten aus bayerischen Offiziersfamilien und erhielten während des Ersten Weltkriegs durch die Verleihung des Militär-Max-Joseph-Ordens das Recht, einen persönlichen Adelstitel zu führen.
Der Anteil adliger Offiziere bei der SS war weit überdurchschnittlich im Vergleich zur Gesamtbevölkerung. Er betrug 1938 8 % der Standartenführer, 9 % der Gruppenführer und 19 % der Obergruppenführer.
Die adeligen SS-Obergruppenführer waren Erich von dem Bach-Zelewski, Friedrich Karl Freiherr von Eberstein, Curt von Gottberg, Wolf-Heinrich Graf von Helldorff (pro forma), Maximilian von Herff, Jürgen von Kamptz, Heinrich von Maur, Josias Erbprinz zu Waldeck und Pyrmont und Udo von Woyrsch. Die adeligen SS-Gruppenführer waren Ludolf-Hermann von Alvensleben, Georg-Henning Graf von Bassewitz-Behr, Max von Behr, Adolf von Bomhard, Leo von Jena, Otto von Oelhafen, Carl Friedrich Graf von Pückler-Burghauss, Fritz von Scholz und Karl von Fischer-Treuenfeld.
Sie machten sich schwerster Kriegsverbrechen schuldig. Ludolf-Hermann von Alvensleben, zeitweiliger Adjutant des Reichsführers SS Heinrich Himmler, ließ Massenexekutionen auf der Halbinsel Krim durchführen. Udo von Woyrsch verantwortete die Erschießung tausender Zivilisten im besetzten Generalgouvernement Polen, in der besetzten Ostukraine desgleichen Georg-Henning von Bassewitz-Behr.
Offiziere der Wehrmacht und der SS, die wegen Kriegsverbrechen zum Tode verurteilt und hingerichtet wurden, waren Karl Freiherr von Bothmer, Albrecht Digeon von Monteton, Erwin von Helmersen, Hartwig von Ludwiger, Carl von Oberkamp, Theodor Adrian von Renteln, Eduard von Saß, Erwein von Thun und Hohenstein und Eckart von Tschammer und Osten. Der zum Tode verurteilte Wolfgang von Ditfurth starb vermutlich vor der Vollstreckung 1946.
Karl Michel Freiherr von Tüßling ist ein klassisches Beispiel, wie sich die Täter nach dem verlorenen Krieg durch gelungene Vertuschung einer Strafverfolgung für ihre Beteiligung an den Verbrechen der NS-Zeit entziehen konnten.
Ebenso blieb der Freiherr Wernher von Braun unangetastet.

#### Widerstandskreise
Viele namhafte Adelige, die den verbrecherischen Charakter des Regimes durchschauten und als Patrioten essentielle nationale Interessen verletzt sahen, spielten eine führende Rolle beim geistig-politischen Widerstand, darunter insbesondere Offiziere der Wehrmacht (siehe oben und siehe unten etwa beim 20. Juli). Sie übernahmen aber auch innerhalb kirchlicher, völkischer und bürgerlicher Widerstandskreise die Führung.
Schon vor der eigentlichen Machtergreifung Hitlers bildeten überwiegend katholisch-jungkonservative Gegner des Nationalsozialismus in Berlin ab 1931 den sogenannten Jordan-Kreis (auch Jordan-Halem-Gruppe), siehe insbesondere Carl von Jordans, Nikolaus Christoph von Halem und Hans Graf von Lehndorff. Daraus entwickelte sich 1934, nach dem Röhm-Putsch, unter den Mitarbeitern von Hitlers Vizekanzler und Botschafter in Wien, Franz von Papen der Edgar-Jung-Kreis, darunter der Diplomat Wilhelm Freiherr von Ketteler, der bereits 1938 die Erschießung Hitlers beim Einmarsch in Wien plante und daraufhin ermordet wurde.
Auf katholisch-kirchlicher Seite hielt der Bischof von Münster, Clemens August Graf von Galen bereits ab 1934 seine weit verbreiteten Predigten gegen die Nazi-Ideologie und später gegen die Euthanasie. Ihn unterstützte darin ab 1941 in der Reichshauptstadt der Berliner Bischof Konrad Graf von Preysing. Erich von Waldburg-Zeil nahm als Herausgeber der Zeitschrift Der gerade Weg finanzielle Verluste in Kauf, um bereits in den 1930er Jahren eindringlich vor dem Nationalsozialismus zu warnen. Die Benediktineroberin Maria Anna Benedicta von Spiegel beteiligte sich am Widerstandskreis um Fritz Gerlich und rettete viele Menschen ins Exil in die USA, wozu sie schon 1934 ein Kloster gegründet hatte. 1944 wurden als katholische Staatsbeamte z. B. Ferdinand Freiherr von Lüninck und Nikolaus Christoph von Halem vom Volksgerichtshof zum Tode verurteilt und erhängt. Das gleiche Schicksal erlitt auch der Diplomat Ulrich von Hassell, obwohl er nicht zum engeren Kreis des Widerstands gehörte. Wegen seiner Hilfe für einen jüdischen Landrat verstarb Johannes von Francken-Sierstorpff (Märtyrer) beim Abtransport aus dem Zuchthaus. Infolge Schwächung in einem Gestapo-Gefängnis starb Kurt Mathias von Leers.
Zum Widerstand der Bekennenden Kirche zählten Adelige wie Friedrich von Bodelschwingh, Hannah von Bredow, Constantin von Dietze, Anni von Gottberg, Ewald von Kleist-Schmenzin, Ruth von Kleist-Retzow, Stephanie Mackensen von Astfeld, Friedrich von Rabenau, Hans von Soden, Elisabeth von Thadden und Reinhold von Thadden-Trieglaff. Wegen seiner Verbindung mit Dietrich Bonhoeffer wurde Randolph von Breidbach-Bürresheim im KZ Sachsenhausen umgebracht. Der reformierte Jurist Adolf von Harnier (Widerstandskämpfer) wurde nach 1939 u. a. wegen Verteidigung von NS-Gegnern zu einer Zuchthausstrafe verurteilt, die er nicht überlebte.
Im Freiburger Kreis, mit ökumenisch-ordoliberalen Vorstellungen, spielte neben R. Eucken der Volkswirt Constantin von Dietze eine besondere Rolle (vgl. auch die Vorgängerorganisation ‚Arbeitsgemeinschaft Erwin von Beckerath‘). Die Richtung lehnte sowohl Zentralverwaltungswirtschaft als auch Laissez-faire-Kapitalismus ab und leistete Vorarbeiten für die in der Bundesrepublik später entwickelte soziale Marktwirtschaft.
Im von liberalen und konservativen Eliten getragenen Solf-Kreis mit Verbindungen zum Auswärtigen Amt spielten etwa Albrecht Graf von Bernstorff und Herbert Mumm von Schwarzenstein wichtige Rollen.
Anfang der vierziger Jahre bildete sich der politische Widerstand des Kreisauer Kreises auf Initiative der Adeligen Helmuth James Graf von Moltke, Peter Graf Yorck von Wartenburg, Carl Dietrich von Trotha, Horst von Einsiedel, Adam von Trott zu Solz, Michael Graf von Matuschka, (auch die spätere Chefredakteurin der »Zeit«, Marion Gräfin Dönhoff, stand dem Kreis nahe).
Einzelne Personen aus dem Adel, welche in aller Regel mit ihrer sozialen Herkunft gebrochen hatten, waren im Widerstand der Arbeiterbewegung aktiv, so zum Beispiel Waldemar von Knoeringen, der das Grenzsekretariat der Sopade in Nýrsko und ein Widerstandsnetzwerk der Gruppe Neu Beginnen leitete oder Fritz Eberhard (Geburtsname Helmut von Rauschenplat), der 1933 untertauchen musste und 1934–1937 die illegale Arbeit des ISK koordinierte.

#### Zweiter Weltkrieg und führende Beteiligung von Adligen bei mehreren Attentaten auf Hitler
Im Zweiten Weltkrieg verloren die adeligen Offiziere mehr und mehr an Einfluss, da Hitler ihnen als gesellschaftlicher Gruppe zunehmend misstrauisch gegenüberstand. Diese durchschauten im Krieg zunehmend Hitlers Lügen und militärische Fehlentscheidungen. Deshalb baute z. B. in der Schlacht von Stalingrad General Walther von Seydlitz-Kurzbach Widerstand gegen Hitlers Befehle auf und setzte sich in sowjetischer Kriegsgefangenschaft für die Aufstellung eines Korps aus gefangenen deutschen Soldaten ein, das auf Seiten der Anti-Hitler-Koalition kämpfen sollte. Gegen Ende des Zweiten Weltkrieges, oft auch aufgrund des Wissens um Gräueltaten an der Ostfront, beteiligten sich viele adelige Stabsoffiziere und teilweise auch Frontoffiziere am verdeckten und dann offenen Widerstand gegen Adolf Hitler. So ermöglichte z. B. Generalfeldmarschall Maximilian von Weichs die Verteilung der Sonette des pazifistischen Dichters Reinhold Schneider. Auch an der Mehrzahl der Attentatsversuche auf Hitler seit 1940 waren Personen aus adligen Familien meist führend mit beteiligt (Liste der Attentate auf Adolf Hitler). Seit Mitte 1942 versuchte von Tresckow Anschläge auf Hitler zu organisieren. 1943 versuchten Henning von Tresckow und Fabian von Schlabrendorff ein Sprengstoffattentat auf das Flugzeug von Hitler. Der Versuch scheiterte aber wegen einer fehlerhaften Zündung. Daraufhin überzeugte Tresckow Rudolf-Christoph Freiherr von Gersdorff, der Zugang zu Hitler hatte, zu einem Sprengstoff-Selbstmordattentat in einem Museum. Wegen geänderter Pläne Hitlers musste dieser Attentatsversuch abgebrochen werden, und Gersdorff gelang es im letzten Moment, den Säurezünder unbemerkt zu entschärfen. Weitere erfolglose Versuche, Hitler zu töten, unternahmen von dem Bussche, von Kleist-Schmenzin und von Breitenbuch.
Diese Versuche mündeten in das am 20. Juli 1944 von Claus Schenk Graf von Stauffenberg durchgeführte Bombenattentat im Führerhauptquartier Wolfsschanze. Trotz Zündung der Bombe überlebte Hitler dieses Attentat nur leicht verletzt. Die Verschwörer versuchten dennoch, die ausgearbeiteten Umsturzpläne umzusetzen (siehe auch Unternehmen Walküre). Dadurch wird das Attentat am 20. Juli 1944 zum größten Widerstandsereignis, das aus der deutschen Bevölkerung gegen die nationalsozialistische Regierung hervorging. An diesen Ereignissen waren viele Personen des Adels unter Lebensgefahr beteiligt oder ließen ihr Leben (etwa: Albrecht Graf von Bernstorff, Hans-Jürgen Graf von Blumenthal, Hasso von Boehmer, Georg Freiherr von Boeselager, Philipp Freiherr von Boeselager, Hans von Dohnanyi, Max Ulrich Graf von Drechsel, Horst von Einsiedel, Karl Ludwig Freiherr von und zu Guttenberg, Hans Bernd von Haeften, Werner von Haeften, Carl-Hans Graf von Hardenberg, Paul von Hase, Ulrich von Hassell, Caesar von Hofacker, Heinrich Graf von Lehndorff-Steinort, Wolf-Heinrich von Helldorff, Wessel Freytag von Loringhoven, Ludwig von Leonrod, Helmuth James Graf von Moltke, Hans-Ulrich von Oertzen, Margarethe von Oven, Kurt von Plettenberg, Albrecht Mertz von Quirnheim, Alexis von Roenne, Fritz-Dietlof von der Schulenburg, Ulrich Wilhelm Graf Schwerin von Schwanenfeld, Carl-Heinrich von Stülpnagel, Henning von Tresckow, Carl Dietrich von Trotha, Adam von Trott zu Solz, Berthold Schenk Graf von Stauffenberg, Nikolaus Graf von Üxküll-Gyllenband, Peter Graf Yorck von Wartenburg, Hans-Alexander von Voss, Job-Wilhelm Georg Erwin von Witzleben).
Andere Adelige, z. B. der als „Retter von Paris“ bezeichnete General Dietrich von Choltitz und der als „Retter von Gotha“ bezeichnete Josef von Gadolla, konnten im Krieg wenigstens sinnloses Blutvergießen und Zerstörungen verhüten, indem sie Führerbefehle nicht befolgten. Generalfeldmarschall Maximilian von Weichs z. B. organisierte im Herbst 1944 die Räumung Griechenlands und Jugoslawiens von deutschen Truppen während der sowjetischen Belgrader Operation entgegen den Befehlen Hitlers, indem er planmäßige Rückzugsbewegungen in den Lagemeldungen an das OKW als durch feindliche Angriffe bedingt darstellte. In den letzten Kriegstagen befreite Wichard von Alvensleben als Hauptmann der Wehrmacht in Südtirol in der Nähe des Pragser Wildsees einen Transport 139 prominenter Sonderhäftlinge, deren SS-Wachmannschaft den Befehl hatte, diese Häftlinge nicht lebend in Feindeshand fallen zu lassen. Zu diesen Häftlingen gehörten u. a. der ehemalige österreichische Bundeskanzler Kurt Schuschnigg, der mehrfache französische Premierminister Léon Blum, der Theologe Martin Niemöller, Fritz Thyssen, Bogislaw von Bonin, Fabian von Schlabrendorff, Alexander von Falkenhausen, die Kabarettistin, Filmschauspielerin und spätere Ordensschwester Isa Vermehren sowie Sippenhäftlinge des 20. Juli 1944, wie etwa die Familie von Stauffenberg.
Aus der Haft im März 1945 wieder entlassen, nach dem Stand der Forschung durch Konnexionen zum schwedischen Königshaus, wurde der Grundbesitzer Friedrich Fürst zu Solms-Baruth.

### Adel in der Bundesrepublik
Bundesweit gibt es nach Schätzungen der Vereinigung der Deutschen Adelsverbände rund 80.000 Nachkommen des historischen Adels. Das sind etwa 0,1 Prozent der deutschen Gesamtbevölkerung. In der Bundesrepublik Deutschland sind anknüpfend an die Verfassung der Weimarer Republik keinerlei Vorrechte oder Nachteile der Geburt oder des Standes vorgesehen. Auch in der Bundesrepublik gibt es deshalb keinen Adel im bis 1919 verstandenen Sinne des Wortes, also als erblicher Stand mit öffentlich-rechtlicher Wirkung. Dass dies häufig in den Medien nicht klar genug dargestellt wird, hat verschiedene, zum Teil auch nur rein pragmatische Gründe. Der Artikel 109 Absatz 3 Satz 2 der Weimarer Verfassung gilt gemäß Art. 123 Abs. 1 des Grundgesetzes bezüglich der namensrechtlichen Behandlung von Adelsbezeichnungen als einfaches Bundesrecht fort. Danach gelten Adelsbezeichnungen „nur als Teil des Namens und dürfen nicht mehr verliehen werden.“ Wenn also im Folgenden von „Adel“ die Rede ist, dann lediglich in dem Sinne, dass es Personen gibt, die einen an den Adel erinnernden Namen tragen. Wenn ein solcher Name geführt wird, dann stehen solche Personen häufig, jedoch aus verschiedenen Gründen nicht zwingend in einer genealogisch-familiären Tradition zum historischen Adel. Das traditionelle Adelsmilieu unterscheidet sich bis heute von anderen sozialen Milieus in mancherlei Hinsicht: vom Bildungsbürgertum durch das Landleben, land- und forstwirtschaftliche sowie jagdliche Interessen, vom Großbürgertum und der Bourgeoisie durch relativ seltene unternehmerische Betätigungen in anderen wirtschaftlichen oder industriellen Sektoren, vom Kleinbürgertum durch den Stil, der sich auch bei vielen Vertretern, die heute bürgerlichen Berufen nachgehen, bis heute tradiert hat. Er kommt zum Ausdruck in bestimmten Ritualen wie dem Handkuss, einer auf Außenstehende bisweilen etwas förmlich wirkenden Verhaltens- und Ausdrucksweise, bei gleichzeitiger lockerer Vertrautheit untereinander. Charakteristisch sind Selbstbewusstsein und Haltung. Von anderen Milieus unterscheidet sich dieses durch verbreitetes Interesse an Geschichte und Genealogie. Es herrscht eine insgesamt eher konservative Weltanschauung vor, obgleich es auch durchaus liberale und vereinzelt sogar linke Vertreter gab und gibt. Es werden in diesem Milieu noch gemeinsame Werte und Verhaltensweisen gepflegt, die für Außenstehende exklusiv wirken können.
Die Voraussetzungen am Beginn der Bundesrepublik Deutschland waren völlig andere als zum Beginn der Weimarer Republik. Ein Großteil der Nachkommen des ostelbischen Adels (und auch des Adels, dessen Gebiete westlich der Elbe in der späteren DDR lagen) hatte durch Flucht, Vertreibung und entschädigungslose Enteignung durch die Bodenreform in der Sowjetischen Besatzungszone 1945 die Grundlagen der einstigen wirtschaftlichen Existenz verloren und musste sich, zumeist in den westlichen Besatzungszonen, ein neues Leben aufbauen. Wesentlich günstigere wirtschaftliche Voraussetzungen hatten die Nachkommen des Adels, die überwiegend in den westlichen Besatzungszonen beheimatet waren. Trotzdem mussten auch sie in den Nachkriegsjahren zunächst befürchten, von den Bestrebungen der Westalliierten zu einer Bodenreform betroffen zu sein. Da jedoch die Bodenreform in den Westzonen nur in Verbindung mit Entschädigungszahlungen vorgesehen war, wurde sie von den westdeutschen Politikern vielerorts so lange verschleppt, bis das Besatzungsstatut beendet war. Somit endete die vorgesehene Bodenreform in den Westzonen zum größten Teil als Makulatur. Wo sie tatsächlich durchgeführt wurde, wie in der Schleswig-Holsteinischen Ritterschaft, führten die Landabgaben nicht zum gewünschten wirtschaftlichen Erfolg, da nur eine geringe Anzahl von Flüchtlingen Landzuteilungen erhalten konnte, deren kleine Betriebe außerdem unwirtschaftlich blieben. Insgesamt konnten die in der Bundesrepublik landgesessenen Familien ihre Besitzungen weitestgehend bis heute erhalten. Aufgrund des Primogeniturprinzips ist jedoch nur ein kleiner Prozentsatz der Angehörigen dieser Familien noch in der Land- und Forstwirtschaft tätig. Die Familien des Hochadels in Süd- und Westdeutschland bewahrten vielfach großen Besitz an Vermögen, Immobilien, Inventar, Ländereien und Wäldern, die aber ebenfalls nur in eine Hand vererbt werden.
Der politische Einfluss der Netzwerke des Adels war anders als in der Weimarer Republik nach dem Ende des Zweiten Weltkriegs praktisch vollständig zum Erliegen gekommen. Auch in den Westzonen lag etwa die Möglichkeit einer Restauration der Monarchie, anders als zu Zeiten der Weimarer Republik, völlig außer Frage. Abgesehen von Bayern hatten praktisch alle noch bis 1918 monarchisch regierten deutschen Länder aufgehört zu existieren und wurden in den Nachkriegsjahren auf die von den Besatzungsmächten neu umrissenen Länder verteilt. Bestrebungen zu einer Restauration der Monarchie in Bayern wurden vom amerikanischen Militärgouverneur explizit verboten. Die Westmächte unterstellten dem deutschen Adel eine erhebliche Mitschuld am Untergang der Weimarer Republik und misstrauten deshalb dessen Vertretern. Auch Konrad Adenauer war in einer 1946 gemachten Verlautbarung von der politischen Nähe eines großen Teils des Adels zum Nationalsozialismus überzeugt und tief empört. Anders als 1918 konnte nach 1945 niemand auf die Idee einer neuen Dolchstoßlegende kommen, da die Schuld an der totalen Niederlage ganz offenbar nicht bei den demokratisch gesinnten Politikern lag. Die 1949 erfolgte Gründung der Bundesrepublik Deutschland auf dem Gebiet der westlichen Besatzungszonen empfanden auch viele Angehörige des Adels als Zeichen der Hoffnung auf eine allmählich wieder bessere Zukunft. Unter dem Eindruck des Kalten Kriegs, der politischen Verhältnisse in der DDR und des Wirtschaftswunders im Westen akzeptierte ein Großteil der westdeutschen Bevölkerung und somit auch allmählich die meisten Angehörigen des Adels den neuen demokratischen Rechtsstaat mehr oder weniger vorbehaltslos. Dies führte dazu, dass sich auch Angehörige des Adels in vielen Bereichen der Gesellschaft wieder aktiv und zunehmend konstruktiv engagierten.
Nachfolgend seien ein paar Beispiele für prominente Personen aus Familien mit adligem Hintergrund genannt, die wichtige Rollen spielten, so in Politik (z. B.: Richard von Weizsäcker, Heinrich von Brentano, Otto Graf Lambsdorff, Karl-Theodor zu Guttenberg, Jutta Ditfurth (eigentlich von Ditfurth), Constantin Heereman von Zuydtwyck, Botho Prinz zu Sayn-Wittgenstein-Hohenstein und Hermann Otto Solms (Prinz zu Solms-Hohensolms-Lich)), Publizistik (z. B.: Marion Gräfin Dönhoff, Christian Graf von Krockow, Hoimar von Ditfurth, Albrecht von Lucke), Wissenschaft (z. B.: Carl Friedrich von Weizsäcker, Wernher von Braun, Friedrich August von Hayek, Bernd von Droste zu Hülshoff), Wirtschaft (z. B.: Verlagsgruppe Georg von Holtzbrinck, Andreas von Bechtolsheim), Unterhaltung (z. B.: Vicco von Bülow, alias Loriot, Hubert von Meyerinck, Friedrich von Thun, Max von Thun), Musik (z. B.: Herbert von Karajan, Nikolaus Harnoncourt, Enoch zu Guttenberg, Hortense von Gelmini) oder Militär (z. B.: Johann Adolf Graf von Kielmansegg, Hans-Peter von Kirchbach, Hans-Henning von Sandrart, Ferdinand von Senger und Etterlin, Henning von Ondarza).
Empirische Untersuchungen deuten darauf hin, dass Adelige in Bezug auf ihren geringen Anteil von etwa einem Promille an der Gesamtbevölkerung in leitenden Funktionen etwas überrepräsentiert sind, insbesondere in der Wirtschaft und im Verbandswesen. In den 1960er Jahren soll der Anteil des Adels bei leitenden Personen der Wirtschaft bei rund 2 Prozent gelegen haben. Obwohl es also noch immer reiche und einflussreiche Adelige gibt, ist die einstige Macht und das einstige Vermögen im Verlauf des 20. Jahrhunderts für weite Teile des Adels deutlich eingebrochen. Die einflussreich gebliebenen Familien bemühen sich um die Wahrung der Identität in Adelsvereinen und durch die Veranstaltung von regelmäßig stattfindenden Familientagen. Feste und Freizeiten für die adelige Jugend verstehen sich in dem Zusammenhang auch als Heiratskreise. Wenn in der Regenbogenpresse über Adelshochzeiten, Geburten oder Sterbefälle berichtet wird, so handelt es sich bezogen auf den Adel in Deutschland in der Regel nur noch um einige wenige besonders prominent und vermögend gebliebene Familien des historischen Hochadels.

### Adel in der DDR
In der Sowjetischen Besatzungszone galt der preußische „Junker“ als zentrales ideologisches Feindbild. Beginnend mit der Bodenreform ab September 1945 wurde die ökonomische Grundlage des Landadels und damit dessen gesellschaftliche Führungsrolle in ländlichen Gebieten systematisch zerstört. Adelige wurden unter der Parole „Junkerland in Bauernhand“ in der Regel vollständig und entschädigungslos enteignet und aus ihren Heimatkreisen verbannt. Viele flohen in den Folgejahren nach Westdeutschland. Meist blieben nur wenige Angehörige, nach den Genealogischen Handbüchern des Adels zumeist Frauen, der oft weitverzweigten Adelsfamilien in der DDR. Sie konnten mit ihren im Westen lebenden Verwandten nur schwer Kontakt halten; auch den dort wieder entstandenen Adelsverbänden konnten sie nicht beitreten. In der DDR verbliebene Adelige standen generell unter dem Verdacht politischer Opposition und waren daher verschiedenen Schikanen und Benachteiligungen ausgesetzt. Sie wurden manchmal, insbesondere auch im Rahmen von „Junkerland in Bauernhand“, sogar auch ohne Verstrickung in den Nationalsozialismus oder sogar bei kritischer Haltung zum Nationalsozialismus in Lager (wie etwa ins Speziallager Nr. 2 Buchenwald) verbracht, wie etwa Rembert von Münchhausen oder Joachim Ernst von Anhalt. Ein Sonderfall zwischen Regimennähe und ständiger Nachteile in der eigenen literarischen Arbeit stellt der ehemalige Diplomat Wolfgang Gans zu Putlitz dar, der im Westen wiederum als Renegat galt. Auch der einstmals einflussreiche Kanzler des Johanniterordens, Theodor Graf von Baudissin, entschied sich für seinen alten Wohnsitz in Zeitz.
Allerdings blieben Adelsprädikate auch in der DDR als Teil des Namens erhalten, mit einzelnen Ausnahmen bei Neuausgaben von Pass-Dokumenten. Einige Aristokraten gelangten auch im „Arbeiter- und Bauern-Staat“ in prominente Positionen: Besonders zu nennen sind etwa der SED-Agitator Karl-Eduard von Schnitzler, der Sportfunktionär Manfred von Brauchitsch und der Forscher Manfred von Ardenne. Manche regimetreue Adelige legten ihre Prädikate ab, wie etwa der Diplomat Ferdinand Thun (Ferdinand Graf von Thun und Hohenstein). Es wird berichtet, dass Schnitzler von Walter Ulbricht persönlich verboten wurde, sein Adelsprädikat abzulegen, da der SED-Chef der aristokratischen Herkunft des Journalisten einen propagandistischen Wert beimaß:

„Du bist wohl verrückt geworden! Die Leute sollen wissen, von woher überall man zu uns kommen kann!“

Nach der Wiedervereinigung, die im Oktober 1990 vollzogen wurde, konnten 1945 durch die Bodenreform enteignete Großgrundbesitzer, darunter auch Angehörige ehemaliger Adelsfamilien, frühere Besitzungen in den neuen Bundesländern teilweise oder ganz zurückkaufen oder pachten (Wiedereinrichter), wobei zuvor häufig Rechtsstreitigkeiten mit dem deutschen Staat auszutragen waren. Der Soziologe Ulf Matthiesen bezeichnete die rückkehrenden Adeligen in den oft strukturschwachen Regionen als wichtige wirtschaftliche und kulturelle Impulsgeber, denen allerdings noch immer gelegentlich Ressentiments aus DDR-Zeiten entgegengebracht würden. Im Zusammenhang mit den Konsequenzen der Bodenreform im Jahr 1945 in der Sowjetischen Besatzungszone wurden in jüngster Vergangenheit die Entschädigungsforderungen der Hohenzollern in den Medien stark thematisiert.

## Nachfolgeorganisationen des deutschen Adels
Die Angehörigen des deutschen Adels gründeten nach dem Verlust ihrer staatsrechtlichen Privilegien durch die Weimarer Verfassung privatrechtlich organisierte Adelsverbände. Die Mitgliedschaft in den einzelnen regionalen Adelsverbänden und damit deren Dachorganisation, der Vereinigung der Deutschen Adelsverbände e. V. (VdDA), können grundsätzlich nur Personen des „historischen Adels“ erwerben, d. h. sie müssen in direkter Folge seit 1918 von einem adeligen Vater in rechtsgültiger Ehe abstammen (siehe Adelsrecht). Die Mitgliedschaft in diesen Verbänden wird also auf der Grundlage der Bedingungen gewährt, die für die Zugehörigkeit zum Adel unter der abgeschafften Ständeordnung gültig waren; zur Unterscheidung des „historischen Adels“ von sonstigen Trägern adeliger Nachnamen werden die zur Zeit der Monarchie geltenden Regeln angewendet (vgl. etwa Salische Erbfolge, Adelsprobe).
Andere Träger eines adeligen Nachnamens, die diesen durch uneheliche Geburt oder Adoption, durch Übernahme des adeligen Namens der Ehefrau oder durch Geburt in einer Ehe, deren adeliger Familienname von der Ehefrau stammt, erhalten haben, gelten nicht als adelig. Obwohl das geltende deutsche Namensrecht sie zur Führung des Namens berechtigt, wurden sie bis 2015 nicht in das Genealogische Handbuch des deutschen Adels (GHdA) aufgenommen. Dies gilt ebenfalls für das seit 2015 erscheinende Gothaische Genealogische Handbuch. In Zweifelsfällen entscheidet über die Aufnahme in die Vereine oder den „Gotha“ der Deutsche Adelsrechtsausschuss. Der Deutsche Adelsrechtsausschuss gewährt auf Antrag und in besonderen Fällen auch Ausnahmen von den adelsrechtlichen Regeln, wie nicht zu beanstandende Adoptionen (meist innerhalb des historischen Adels). Seit dem Zweiten Weltkrieg wurde von der Möglichkeit dieser sogenannten adelsrechtlichen Nichtbeanstandung etwa 50-mal Gebrauch gemacht.
Anlass für die Einführung dieser Vereinsregeln war ein in den 1970er-Jahren blühender Handel mit adeligen Namen, der sich der Möglichkeiten der Adoption durch adelige Namensträger bediente (bekannt ist vor allem der Fall des Consul Weyer, eines Titelhändlers, der zahlreiche Adoptionen vermittelte). Kommerziell motivierte Namensübertragungen dieser Art werden als missbräuchlich betrachtet. Die vereinsseitige Aufsicht über die Konzipierung und Anwendung dieser Regeln führt der Deutsche Adelsrechtsausschuss. Die Absicht des Ausschusses ist es, die soziale Abgeschlossenheit des „historischen Adels“ zu erhalten und mit den von ihm überwachten Handbüchern Informationsquellen über die „legitimen“ Angehörigen der historischen Adelsfamilien sowie über ihre genealogische Abstammung bereitzustellen.
Das am historischen Adelsbegriff orientierte Selbstverständnis der Adelsverbände und ihrer Angehörigen sowie eine entsprechende Berichterstattung, vor allem in der Regenbogenpresse, aber auch in seriösen Medien, haben bewirkt, dass „der Adel“ in weiten Kreisen der Bevölkerung als fortbestehende soziale Gruppierung wahrgenommen wird und die Begriffe „Adel“ bzw. „Adelige“ auch im heutigen Sprachgebrauch noch für die Angehörigen dieser Familien Verwendung finden.

## Heutige Praxis der Anrede

### Amtliche Regelung
Nach der Abschaffung der Adelsprivilegien hat der Freistaat Preußen 1920 entschieden, dass auch in der Anrede kein Unterschied zwischen Bürgern und ehemaligen Adeligen zu machen sei. Diese Regelung wurde von der Bundesrepublik Deutschland übernommen; sie ergibt sich aus dem Gleichheitsgrundsatz in Art. 3 Abs. 1 des Grundgesetzes. Nach heutigem deutschen diplomatischen Protokoll haben deutsche Staatsbürger mit Namensbestandteilen, die auf ehemaligen Adelstiteln beruhen, daher keinen Anspruch auf Besonderheiten in der Anrede und im Schriftverkehr. Für ausländische Adelige aus Ländern, in denen der Adel und seine Vorrechte nicht abgeschafft sind, gilt diese Regelung nicht. Ihnen steht nach deutschem Protokoll eine besondere Anrede je nach Titel zu.

### Fortdauernde Anredegewohnheiten beim Adel
Besondere Anreden für Deutsche mit einer Abstammung vom historischen Adel werden auf freiwilliger Basis noch aus Gründen der Tradition oder Höflichkeit benutzt, auch für ehemalige Adelstitel, die nicht zum Namensbestandteil geworden sind, insbesondere die Erstgeburtstitel. Viele Angehörige ehemals adeliger Familien, vor allem des Hochadels, führen diese namensrechtlich nicht mehr existenten „primogenen“ Adelstitel auch in der Öffentlichkeit weiter (wie z. B. „Seine Durchlaucht Fürst“ Alexander zu Schaumburg-Lippe oder „Seine Durchlaucht Fürst“ Alfred-Ernst zu Löwenstein-Wertheim-Freudenberg) oder verwenden sie als Namensbestandteile („Alexander Fürst zu Schaumburg-Lippe“ statt der amtlichen Form Alexander Prinz zu Schaumburg-Lippe). Diese Personen werden vielfach auch in den Medien so bezeichnet (z. B. „Fürstin Gloria“ statt korrekt Gloria Prinzessin von Thurn und Taxis). Ferner ist es in Familien ehemals regierender Herrscherhäuser üblich, dasjenige lebende Familienmitglied, welches nach den historischen Erbfolgeregelungen zur Thronfolge berechtigt gewesen wäre, als „Chef des Hauses“ zu bezeichnen (z. B. „Chef des Hauses Wittelsbach“). Diese familieninterne Stellung hat zwar keine öffentlich-rechtliche Bedeutung, mit ihr sind aber meist Funktionen in der Verwaltung des Familienvermögens und die Repräsentation der Familie nach außen verknüpft; so führt beispielsweise der Chef des Hauses Wittelsbach den Vorsitz im Verwaltungsrat des Wittelsbacher Ausgleichsfonds.

## Rangstufen und Begriffe
Beim deutschen Adel unterschied man zwischen Hochadel (reichsunmittelbare Fürsten und Grafen) und dem niederen Adel (übrige Grafen, Freiherren, Ritter, „Edle“ und untitulierter Adel). Diese Aufteilung hatte sich ursprünglich aus der mittelalterlichen Aufteilung in Edelfreie (nobiles) und abhängige Dienstmannschaft (Ministeriale) entwickelt. Da einerseits schon im Hochmittelalter manche Edelfreie in die Ministerialität von Reichsfürsten eintraten und andererseits der Status der Unfreien unter den Rittern sich im Spätmittelalter auflöste, variierten die Rangstufen im Laufe der Jahrhunderte. Neue Adelsbezeichnungen wurden geschaffen, ältere verschwanden, etwa die der regierenden Herren, die in der frühen Neuzeit meist zu Grafen und Fürsten aufstiegen. Bei den Grafen gibt es einige (wenige) Häuser fürstlichen Ranges (nur die bis 1806 reichsunmittelbaren); alle übrigen sind Titulargrafen, von denen sich einige (inoffiziell) auch als Reichsgrafen bezeichneten, weil sie ihren Titel vom Kaiser mit Gültigkeit im ganzen Reich erhalten hatten, was sie aber im Rang nicht höher stellte als etwa preußische oder böhmische Titulargrafen. Die meisten Grafen zählen also nicht zum Hochadel.
In den genealogischen Nachschlagewerken (Gothaischer Hofkalender, Genealogisches Handbuch des Adels, Gothaisches Genealogisches Handbuch) wird zwischen „Fürstlichen Häusern“ (eingeteilt in drei Abteilungen, einschließlich der vormals reichsunmittelbaren Fürsten und Grafen in „Abteilung II“), „Gräflichen Häusern“, „Freiherrlichen Häusern“ und untituliertem oder einfachem Adel unterschieden. Zum Hochadel gehörten die weltlichen Kurfürsten, Herzöge, Land-, Pfalz- und teilweise die Markgrafen, Fürsten, sowie die „erlauchten“, ursprünglich reichsunmittelbaren, nach 1806 standesherrlichen Grafen. Ranggleich waren im Alten Reich auch die geistlichen Fürsten (Erzbischöfe, Fürstbischöfe und Fürstäbte). Kardinäle gelten protokollarisch bis heute als ranggleich mit den europäischen Fürsten.
Die nachstehenden Rangstufen (Adelstitel) traten teilweise nicht zeitgleich auf:
- Kurfürst[80]
- Erzherzog
- Großherzog
- Herzog[81]
- Pfalzgraf
- Landgraf
- Markgraf[82]
- Fürst[83]
- Graf[84]
- Freiherr (Baron)[85]
- Ritter (süddeutscher Titel[86] – im Genealogischen Handbuch des Adels als eigenständiger Titel nicht aufgeführt)
- Edler (Bayern und Österreich, kein Adelsprädikat, sondern ein „Ehrentitel“[87])
- „von“, „von der“, „von dem“, „zu“, „zur“ Landmann

In Großbritannien, Belgien und Frankreich gibt es mit Viscount bzw. burggraaf / Vicomte noch eine Rangstufe zwischen dem Freiherrn bzw. Baron und dem Grafen. In Deutschland kam der Vizegraf im Mittelalter nur als Funktionsbezeichnung vor, wenn sich ein Graf – insbesondere im Grafengericht – vertreten ließ.
Eine Sonderstellung nahm der Hohe Adel ein, die regierenden, vormals regierenden, mediatisierten und gefürsteten Häuser, die im „Gotha“ in der Bandreihe Fürstliche Häuser dargestellt werden. Sie haben traditionell einen Chef des Hauses als Familienoberhaupt, der in den Gotha-Artikeln einleitend verzeichnet ist (siehe auch: Erstgeburtstitel, Ebenbürtigkeit). Gesamthäuser (des hohen wie auch des niederen Adels) sind in der Regel in einem gemeinsamen Gotha-Artikel zusammengefasst (ebenso in Wikipedia-Artikeln, siehe: Kategorie:Adelsgeschlecht). Viele von ihnen haben jedoch mehrere Linien, Äste und Zweige gebildet, die auch teils unterschiedliche Adelsränge erreichten (oder, im Hochadel, unterschiedliche Territorien regierten und daher linienweise verschiedene Hauschefs mit jeweiligen Erstgeburtstiteln haben).
Neben der rangmäßigen Einteilung gibt es weitere Begriffe zur Differenzierung:

### Edelfreie
Als „edelfrei“ (Edelfreie oder Edelinge) wurden ursprünglich diejenigen Grundbesitzer bezeichnet, die sich von anderen Freien (Bauern oder Großbauern) dadurch unterschieden, dass sie das dreifache Wergeld zu zahlen hatten. Die Edelfreien waren ein landrechtlicher Stand und hatten ihren Adel nicht aufgrund eines Dienst- oder Lehnsverhältnisses. Sie waren also keinen anderen Dynastien untergeordnet (abgesehen vom König bzw. Kaiser) und unterstanden mit ihrem Allod (Eigengut) keinem Lehnsherrn. Im Heerschild standen sie unter den weltlichen Fürsten und bildeten eine Mittelstufe zwischen diesen (den Stammesherzögen sowie den Besitzern wirklicher alter Gaugrafschaften) und den bloß ritterbürtigen Mittelfreien. Nach dem Verfall der alten Gauverfassung im 11. Jahrhundert galten ihre Territorien als reichsfrei, königsfrei oder reichsunmittelbar. Ihre Titel waren meist nur Herr, gelegentlich Freier Herr (liber baro, im ursprünglichen Sinne des Titels). Im Sachsenspiegel und im Schwabenspiegel werden sie als Semperfreie bezeichnet, deren Gerichtsstand nicht das Schöffengericht der vom König eingesetzten Grafen, sondern das geistliche Sendgericht der Bischöfe war. Sie waren damit dem fürstenmäßigen hohen Adel gleichgestellt. Im Spätmittelalter oder in der frühen Neuzeit erlangten viele von ihnen den Grafenstand.
Aus den weltlichen Fürsten und denjenigen Edelfreien, denen es längerfristig gelang reichsunmittelbar zu bleiben, entwickelte sich im Lauf des 12. Jahrhunderts im Heiligen Römischen Reich der Hohe Adel, im Gegensatz zum Niederen Adel, der sich im Kern aus dem ursprünglich unfreien Dienstadel, den sogenannten Ministerialen (aus dem Bauernstand aufgestiegene Dienstmannen und Burgmannen) zusammensetzte. Die meisten Edelfreien traten allerdings aus wirtschaftlichen Gründen oder auf Druck mächtigerer Herren früher oder später ebenfalls in Dienstmannschaften ein, oft unter weiterer (urkundlicher) Betonung ihres ursprünglichen Status, während in manchen Fällen auch nicht-adlige, aber freie Großbauern („Königszinser“) und in Einzelfällen sogar unfreie Dienstleute, die am Königshof Karriere gemacht hatten, in die Reichsministerialität aufstiegen (so etwa der 1195 „freigelassene“ und mit Herzogtümern belehnte Markward von Annweiler). Reichsministeriale, die später zum Hohen Adel gehörten, waren etwa die Häuser Reuß, Erbach oder Waldburg. Kleinere reichsunmittelbare Herren waren seit dem Spätmittelalter die Reichsritter, die bisweilen ebenfalls ursprünglich edelfrei gewesen, manchmal aber auch anfangs als Ministeriale belehnt worden waren, deren Lehnsherren aber dann ausstarben, sodass ihre Lehnsherrschaft an den König fiel.
Da in Deutschland das „Recht der ärgeren Hand“ galt, konnte nur der edelfrei sein, der ehelich geboren war und dessen beide Eltern ihrerseits edelfrei waren. Im Mittelalter bedeutete edel- oder hochfrei somit, dass jemand von allen vier Großeltern her dynastischer Herkunft war (barones et dynastii). Soweit er nicht als Graf mit dem Königsbann belehnt war und comes genannt wurde, wurde er als Zeuge unter den Nobiles aufgeführt und ansonsten in den Urkunden auch als Senior, Vir nobilis (Edelmann) oder Domicellus (Junggraf, Junker) bezeichnet.
Edelfreie Familien waren nach dem Landrecht untereinander, aber auch im Verhältnis zu den Reichsfürsten gleichrangig. So konnte z. B. ein einfacher Edelfreier, Egeno von Konradsburg, 1070 vor dem Königsgericht in Goslar den Herzog von Bayern, Otto von Northeim, des Hochverrats beschuldigen und zum gerichtlichen Zweikampf herausfordern, und weil dieser das Duell verweigerte, wurde ihm sein Herzogtum entzogen.
Der heutige Begriff Uradel darf nicht mit dem älteren Begriff edelfrei verwechselt werden, denn die meisten der Familien, die zum Uradel zählen, waren zum Zeitpunkt ihrer Ersterwähnung unfreie Ministeriale.

### Uradel / Alter Adel
Zum Uradel zählen nach dem Genealogischen Handbuch des Adels (GHdA) Häuser bzw. Familien, deren Geschlecht nachweislich spätestens um 1400 dem ritterbürtigen Adel angehört hat. Eine frühere, strengere Einordnung verlangte eine Adelszugehörigkeit bereits ab dem 13. Jahrhundert. Ritterbürtigkeit setzte im Mittelalter in der Regel mindestens drei Generationen ritterlicher Lebensweise sowie standesgemäßer Eheschließungen voraus, sodass auch die erst spät (nach 1350) urkundlich erwähnten ritterbürtigen Familien in aller Regel schon seit der zweiten Hälfte des 13. Jahrhunderts diesem Stand als zugehörig angesehen werden dürfen. Das zeitliche Hineinwachsen in den ritterbürtigen Landadel ist nur in den seltensten Fällen urkundlich genau nachzuvollziehen. In der Regel erscheinen Ritterbürtige in zeitgenössischen Urkunden oft mit der Bezeichnung miles (Ritter), höhere Adlige bereits mit Titeln wie comes (Graf); auch die Reihenfolge in Zeugenlisten erfolgte nach Rang, woraus sich vergleichende Rückschlüsse (etwa zur Unterscheidung Edelfrei oder Ministeriale) ziehen lassen. Die zeitliche Anforderung für den ersten urkundlichen Nachweis wurde von der Schriftleitung aber sukzessive vom 13. Jahrhundert nach hinten gerückt bis 1399, da es vom Zufall abhängt, ob Urkunden erhalten geblieben sind.
Die Adelshandbücher unterscheiden generell nach adeligen, freiherrlichen, gräflichen und fürstlichen Häusern. Die ehemalige zusätzliche Unterscheidung in die Reihe A für Uradel und Reihe B für den jüngeren Adel und Briefadel wurde allerdings aus redaktionellen Gründen sukzessive aufgegeben (1976 bei den gräflichen Häusern, 1986 bei den freiherrlichen Häusern und 2008 bei den adeligen Häusern), an der Unterscheidung im Grundsatz jedoch festgehalten. Bei den fürstlichen Häusern (Hoher Adel) wird ferner nach der Dauer der Souveränität in die Abteilungen I und II unterschieden sowie die nicht-souveränen Häuser in Abteilung III. Die Fürstenhäuser gehören ohnehin mit wenigen Ausnahmen (z. B. Fugger, Biron von Curland, Wrede) dem Uradel an.
Die seit Kaiser Karl IV. verstärkt nach französischem Vorbild durch Diplom in den Adelsstand Erhobenen werden im Unterschied dazu als Briefadel bezeichnet (siehe unten). Viele uradlige Familien schrieben sich bis etwa 1650 ohne das adelige Prädikat von (oder zu), und zwar diejenigen, die sich nicht nach einer Stammburg, sondern nach ihrem Wappensymbol oder einer sonstigen Eigenschaft benannt hatten, wobei auch häufig eine Kombination von Wappen- und Stammsitzbezeichnung vorkommt (siehe unten: Adelsnamen, Namensursprünge).
Nach österreichischer Meinung handelte es sich bei der Bezeichnung „Uradel“ um eine Erfindung des preußischen Heroldsamtes; sie konnte sich deshalb nur in Deutschland durchsetzen. Für den Österreichischen Adel wurde diese Bezeichnung schon früh von allerhöchster Stelle, also vom Kaiser, abgelehnt. Dort sprach man vom „alten Adel“. Damit wurden die in Österreich-Ungarn seit langem üblichen und zahlreichen Nobilitierungen durch Adelsbrief, einschließlich inflationärer Standeserhöhungen, aufgefangen, die zwar nicht dem konkret ausgelegten Begriff „Uradel“ gerecht werden können, aber zumindest einem weniger definierten Begriff „alter Adel“ zuordenbar sind, also den Briefadel bis ins 16. oder 17. Jahrhundert einschließen.
Die ältesten noch blühenden Familien des deutschen Uradels dürften die Welfen (das Haus Hannover) und die Reginare (das Haus Hessen) sein, die im Übrigen zusammen mit den Wettinern wohl auch die einzigen sind, die urkundlich einwandfrei (und nicht nur legendenhaft oder vermutungsweise) in der Zeit vor der ersten Jahrtausendwende nachgewiesen sind. Die anderen später großen Dynastien, Wittelsbacher, Habsburger, Hohenzollern, Askanier, Oldenburger, Obotriten, Zähringer u. a., erscheinen sämtlich erst nach dem Jahr 1000 in der schriftlichen Überlieferung. In Italien, wo die lateinische Annalen- und Urkundstradition der Antike ungebrochen fortbestand, gibt es noch häufiger Adelsgeschlechter mit vergleichbarer „Reichweite“ (siehe: Italienischer Adel).

### Briefadel
Zum Briefadel zählen adelige Häuser, die, im Unterschied zum Uradel, ursprünglich bürgerlicher oder bäuerlicher Herkunft waren und in der Neuzeit durch einen Adelsbrief (auch Adelsdiplom genannt), meist mit Verleihung eines Wappens (soweit nicht schon vorhanden, sonst unter Hinzusetzung einer Rangkrone), in den Adelsstand erhoben wurden. Adelsbriefe oder -anerkennungen wurden auch ausländischem Adel verliehen, der dadurch in den inländischen aufgenommen (inkorporiert) wurde. Dabei wurde der „Status“ der „ausländischen“ Familien, die zum Teil dem „alten Adel“ (Uradel) angehörten, meist entsprechend berücksichtigt. Die Geschlechter des Briefadels wurden in Deutschland in den Adelshandbüchern (siehe oben) der Reihe B (Briefadel) geführt, ebenfalls unterschieden nach untitulierten, freiherrlichen und gräflichen Häusern.
Die Verleihung von Adelstiteln begann in Deutschland in der Zeit Kaiser Karls IV. in der zweiten Hälfte des 14. Jahrhunderts nach französischem Vorbild durch die Erhebung von Beamten (vor allem Juristen) in den Adelsstand. Erhebungen in den Adelsstand (Nobilitierungen) waren – und sind in den Ländern, in denen der Brauch noch geübt wird – dem Staatsoberhaupt vorbehalten. Jedoch gab es fürstliche Familien oder Einzelpersonen, die das Recht (großes oder kleines Palatinat) vom Kaiser erhielten, andere im Namen des Kaisers in den Adelsstand zu erheben. In Deutschland war die Nobilitierung im Heiligen Römischen Reich, also bis 1806, ein Vorrecht des Kaisers; Kurfürsten und Fürsten mussten bei der Reichshofkanzlei um Erhebungen ihrer Günstlinge nachsuchen, während die Erzherzöge von Österreich oder die preußischen Könige auch eigene, vom Reich unabhängige Titel verliehen.
Der älteste bekannte deutsche Adelsbrief wurde von Kaiser Karl IV. für Wicker Frosch, Scholaster an der Stephanskirche zu Mainz, am 30. September 1360 ausgestellt. Bis zum 16./17. Jahrhundert war der Erwerb eines landtagsfähigen Ritterguts faktisch oft die Voraussetzung für eine Erhebung in den Adelsstand. Dem lag eine noch immer landständisch geprägte Auffassung vom Adel zugrunde. Da solche alten Adelsgüter oft nicht in ausreichender Zahl erhältlich waren, durften auch neue errichtet werden, indem der Adelsbewerber landwirtschaftlichen Grund und Boden (ein Urbar) erwarb und mit einem Festen Haus oder Herrenhaus (einem Castrum) versah. Da in dieser Zeit von Privatleuten aber keine neuen Burgen oder Festungsanlagen mehr erbaut werden durften und für größere Schlossbauten die Mittel der Aufsteigerfamilien zumeist nicht ausreichten, waren diese Häuser bescheidener dimensioniert; da viele Neuadlige ihren neugewonnenen Status aber auch überzeugend nach außen tragen wollten, orientierten sich die Herrenhäuser und Ansitze im 16./17. Jahrhundert – ähnlich den zeitgleichen Neubauten auf Altgütern – in ihrer Formensprache an den mittelalterlichen Vorgängerbauten des Adels, etwa durch Wassergräben, Türme, Zierzinnen, dekorative Erkerchen, nachgeahmte Pechnasen, Ringmauern, Eckquader oder Quadermalereien. Die förmliche Aufwertung zum Adelssitz, insbesondere durch steuerliche Freiung, bedurfte alsdann eines landesherrlichen Rechtsakts und die Ritterschaft musste den neuen Sitz immatrikulieren. Ebenso wie im nördlichen Deutschland die Rittergüter, mussten in Bayern und Österreich neu geschaffene Hofmarken und in Tirol die Ansitze durch den Landesherrn genehmigt und die Besitzer in die Adels- oder Rittermatrikel aufgenommen werden. Den Neuaufgenommenen kam allerdings, anders als den alten Grundherrschaften, keine Landesunmittelbarkeit mehr zu, da sie zwar eine Steuerbefreiung von den bäuerlichen Gemeindelasten, aber keine Gerichtsherrschaft mehr erhielten (also keine Exemtion vom Zugriff des Ortsgerichtes); auch besaßen sie keine Leibeigenen, Erbuntertänigen oder Hintersassen (Hörige und Grundholde) wie die alten Adelsgüter.
Bis 1806 – in Österreich bis 1918 – herrschte die Sitte, den Namen des Neu-Geadelten durch den Namen seines neu erworbenen Adelssitzes oder eines nach ihm selbst benannten Neubaus (z. B. Sigmund Gerstl zu Gerstburg) oder – sofern er keinen hatte – durch einen (Pseudo-)Ortsnamen zu ergänzen (z. B. „Hofmann von Hofmannsthal“), wie es auch in Großbritannien bei nicht-erblichen Erhebungen zum Lord bis heute gebräuchlich ist. Der (zumeist nicht großgrundbesitzende) Beamten-, Offiziers-, Professoren- oder Kommerzienratsadel des 19. Jahrhunderts wurde, insbesondere in Österreich, als Zweite Gesellschaft bezeichnet, da er adelsrechtlich zwar dem Adelsstand, soziologisch aber eher dem gehobenen Bürgertum zuzurechnen war. Unter den nobilitierten Geschäftsleuten waren nicht selten auch Juden wie die Rothschild, Auspitz, Ephrussi, Eskeles, Gutmann, Hirsch oder getaufte Juden wie die Mendelssohn, Oppenheim, Eichthal oder Erlanger.
In neueren Adelshandbüchern wurde das „von“ immer mit „v.“ abgekürzt (noch nicht in den „Gothas“), um Namen nichtadeliger Familien mit „von“ (wie „von der Forst“, „von Recklinghausen“) von adeligen Namen zu unterscheiden. Dies folgte dem Gebrauch in den Ranglisten der königlich preußischen Armee. Es lässt sich auf unterschiedlichen Sprachgebrauch im Nieder- und Oberdeutschen zurückführen. Im Niederdeutschen und Niederländischen bezeichnete ein „van“ nicht unbedingt den adeligen Stand, sondern häufig lediglich die örtliche Herkunft. Bei der „Verhochdeutschung“ der Familiennamen konnte so der Eindruck adeliger Herkunft entstehen, was in Süddeutschland kaum vorkam.
Nur sehr vereinzelt sind in der nachmittelalterlichen Neuzeit Geschlechter aus dem Bürgerstand bis in den Hohen Adel emporgestiegen, sogar auf Kaiser- und Königsthrone, so die Bonaparte und ihre Anhänger (darunter die Bernadotte) oder auf dem Balkan die Häuser Karađorđević, Njegoš oder Zogu. Ansonsten gehören die (regierenden oder vormals regierenden) Häuser der Ersten Abteilung des Hohen Adels Europas sämtlich dem Uradel an und zählten zumeist bereits im Hochmittelalter zu den führenden Dynastengeschlechtern. In der Zweiten Abteilung (den mediatisierten deutschen Fürsten) befinden sich als einziges briefadeliges Geschlecht die Fugger (vergleichbar waren die ebenfalls aus dem Bürgerstand aufgestiegenen Eggenberg bis zu ihrem Erlöschen Anfang des 18. Jahrhunderts reichsunmittelbar). In der Dritten Abteilung (bei den Titularfürsten) gibt es etwas mehr Beispiele, neben den schon erwähnten Biron von Curland oder Wrede etwa die österreichischen Paar, die italienischen Torlonia oder die russischen Demidow.

### Stiftsadel
Als Stiftsadel werden diejenigen (in aller Regel uradligen) Geschlechter bezeichnet, die in einem geistlichen Territorium, etwa einem Hochstift, zum landsässigen Adel zählten und die Stiftsfähigkeit besaßen, also den Zugang zu den – an der fürstbischöflichen Regierung beteiligten – Domkapiteln und ihren Pfründen.

### Amtsadel
Bei manchen Ämtern war mit ihrer Erlangung automatisch der Erwerb des Adels bzw. eines bestimmten Adelstitels verbunden. Derartiger Amtsadel entstand entweder durch ausdrückliche Verleihung (z. B. an den Erzbischof von Prag, der dadurch zum Fürsterzbischof wurde) oder kraft Observanz (z. B. Fürstbischof von Chiemsee). Solchen Amtsadel gab es häufiger für Kirchenfürsten in habsburgischen Landen, wobei es sowohl römisch-deutsche als auch österreichische und böhmische Verleihungen gab. Auch die Reichshofräte dürften im 18. Jahrhundert den Amtsadel erworben haben. Das Preußische Allgemeine Landrecht ging davon aus, dass es Ämter gab, mit deren Innehabung der Adel verbunden war. In Württemberg war der persönliche Adel für Inländer mit den Staatsämtern der obersten vier Rangstufen verbunden (aufgehoben 1913). Der Amtsadel war gleichzeitig ein persönlicher Adel.

### Ordensadel
Die Verleihung gewisser Orden (insbesondere der Hausorden und höchster Tapferkeitsorden) war häufig mit einer Nobilitierung verbunden. Der auf diese Weise erlangte Adel konnte erblich oder ein persönlicher sein. So hatte in Österreich bis 1884 jeder Ritter des Ordens der Eisernen Krone Anspruch auf Erhebung in den erblichen Ritterstand, der Militär-Maria-Theresien-Orden hingegen brachte dem Träger bis 1918 automatisch den persönlichen Adel als „Ritter von“, auf Ansuchen aber den erblichen Freiherrenstand ein. Ähnliche Gepflogenheiten bestanden im Falle der Großkreuzinhaber des Sachsen-Ernestinischen Hausordens, des preußischen Schwarzer-Adler-Ordens und einiger anderer Orden der deutschen Teilstaaten.
Im Königreich Bayern brachten die Verleihung des Militär-Max-Joseph-Ordens sowie des Zivilverdienstordens der Bayerischen Krone den persönlichen Adel mit dem Titel „Ritter von“ ein (z. B. Ritter von Epp). Ähnliche Regelungen bestanden in Württemberg für den Friedrichsorden (bis 1856) und den Orden der Württembergischen Krone wie auch für den päpstlichen Orden vom Goldenen Sporn (z. B. Ritter von Gluck).

### Schwertadel
Als von Maria Theresia in den habsburgisch regierten Ländern eingeführtes Standesvorrecht konnte jeder Offizier bürgerlicher Herkunft zwischen 1757 und 1918 unter bestimmten Bedingungen einen Rechtsanspruch auf Erhebung in den erblichen Adelsstand erwerben. Wichtigste Voraussetzung hierfür war eine dreißigjährige und einwandfreie Militärdienstzeit, später wurde zusätzlich die Teilnahme an einem Feldzug gefordert. Ab 1896 konnten Offiziere ohne Kampferfahrung auch nach einer Dienstzeit von 40 Jahren in diesen systemmäßigen Adel erhoben werden.
Im Deutschen Kaiserreich (1871 bis 1918) wurden Offiziere erst ab Erreichen eines Divisionskommandos (Generalleutnant) – dann aber quasi automatisch – geadelt.

### Adelsnamen mit oder ohne Prädikat, Namensursprünge
Die Familiennamen uradliger Geschlechter sind häufig Namen von Burgen und damit Wohnstättennamen, auch wenn sich später die Schreibweisen manchmal auseinanderentwickelten. Meist waren die Burgen nach älteren Orten benannt, bisweilen erhielten sie aber auch neue, programmatische Namen von ihren Bauherren, die sich dann selbst wiederum nach ihnen benannten (wie Burg Scharfenberg, Wehrburg, Spitzemberg, Streitberg). In lateinischen Urkunden des Mittelalters wird das von als de oder ab übersetzt und kennzeichnet sowohl eine örtliche Herkunft als auch eine allodiale oder feudale Besitzanzeige; Letzteres beim Erbauer oder Erben einer Burg, Ersteres bei den weichenden Erben, also meist jüngeren Söhnen; bei ihnen mutierte der Besitzername zum Herkunftsnamen bzw. Sippennamen.
Im Frühmittelalter waren Familiennamen noch kaum vorhanden, und in Urkunden werden meist nur Vornamen genannt, was eine Sippenzuordnung oft erschwert oder nur anhand von Leitnamen ermöglicht. Im Hochmittelalter hatte der Status eines Burgherren mehr Prestige als die bloße Herkunft von einer Burg, die Verwandten gehörte. Daher wechselten mit Erwerb eines neuen Besitzes die adligen Träger von Herkunftsnamen häufig auch ihren Namen. Genealogen des 19. Jahrhunderts prägten dafür den Ausdruck „Namen sind Schall und Rauch“. So wurden aus Grafen von Arnstein die Grafen von Barby, als diese die Herrschaft über die Burg Barby übernahmen; Brüder, die verschiedene Burgen besaßen, führten folglich oft verschiedene Namen. Jüngere Linien wechselten auf diese Weise den Namen, sodass es zahlreiche Beispiele für bis heute bestehende Uradelsgeschlechter gemeinsamen Stammes und Wappens, jedoch verschiedenen Namens gibt.
Erst im Spätmittelalter entwickelten sich die von allen Angehörigen beibehaltenen Geschlechternamen, da nun auch die Belehnungen mit Gütern meist nicht mehr ad personam erfolgten, sondern „zur gesamten Hand“ eines Geschlechts, sodass eine Einziehung durch den Lehnsherrn erst nach Aussterben der gesamten Sippe erfolgen durfte. Die dadurch entstehenden Geschlechternamen dienten also nicht nur dem Zusammenhalt der Familie, sondern auch der Besitzwahrung. Je länger die Stammbäume und je älter die Traditionen ritterbürtiger Familien wurden, desto mehr entwickelte sich auch ein Familien- und Adelsstolz. Um dennoch mehrere Linien einer Familie (oder verschiedene gleichnamige Familien) zu unterscheiden, hängte man manchmal dem ursprünglichen Namen den Namen eines weiteren Besitzes an („von“ Stein „zum“ Altenstein, Stein zu Liebenstein, Stein zu Lausnitz, Stein zu Nassau etc.). Erst im Laufe der frühen Neuzeit, parallel zur Entstehung moderner Familiennamen, wurde das „von“ zu einem vom Besitz unabhängigen Adelsprädikat, während das „zu“ lange Zeit vom Besitz abhängig blieb, es heute aber nicht mehr ist. Seltenere Varianten sind „von der“, „von dem“, „zum“, „zur“, „auf“ usw., die allerdings auch bei bäuerlichen bzw. bürgerlichen Familiennamen vorkommen.
Es gab aber häufig auch adelige Familien aus dem Mittelalter, die kein Adelsprädikat „von“ im Namen führten, eben weil sich ihr Name nicht von einer Grundherrschaft und damit von einem Ortsnamen herleitet, weshalb die Ursprungspräposition „von“ für einen Übernamen grammatikalisch im Grunde unpassend ist, sondern von ihrer Wappenfigur oder – seltener – einem Hofamt oder einer persönlichen Eigenschaft. In der Regel stammten sie aus der Ministerialität. Bisweilen verknüpften sie ihren Familiennamen später mit dem Namen eines Besitzes (z. B. Fuchs von Bimbach, Gans zu Putlitz, Riedesel zu Eisenbach, Rabe von Pappenheim); einen kuriosen Namen gaben sich die Türriegel von Riegelstein, welche sich selbst und ihre Burg nach ihrer Dienstmannenpflicht benannten. Sofern keine solchen „von-Zusätze“ gewählt wurden, führten Adlige, deren Name sich nicht von einem Ort herleitete, einfach ihren Vor- und Nachnamen ohne weiteres Prädikat z. B. Levin Ludwig Hahn, Philipp Rode, Heinrich Flemming. Die niedersächsischen Freiherren Knigge und Grote führen bis heute kein „von“ im Namen. Die alten landsässigen Rittergeschlechter in Schleswig und Holstein, die Equites Originarii, ließen teilweise in der urkundlichen und gesellschaftlichen Namensführung – nach skandinavischem Vorbild – das Adelsprädikat „von“ bis um das Jahr 1800 weg, selbst wenn sich ihre Familiennamen von einem Herkunftsort (Stammsitz) herleiteten und somit in mittelalterlichen Urkunden das „von“ (oder lateinisch de oder ab) genannt ist. In lateinischen Urkunden wurde dann oft der Zusatz miles oder equus (Ritter) verwendet. In deutschen Urkunden wurde neben dem Rittertitel auch die Bezeichnung Edelknecht (armiger), bisweilen auch Schildknappe (scutiger), für jene Personen verwendet, die zwar ritterlicher Abkunft waren, aber selbst (noch) nicht den Ritterschlag erhalten hatten. In anderen Texten wurden die Begriffe „rittermäßig“, „zum Schild geboren“, „Ehrbare Mannschaft“ oder „Ritter und Knechte“ verwendet, um die Ritterbürtigkeit der nachfolgend genannten Personen zu bezeichnen. In der frühen Neuzeit verloren manche dieser Familien am unteren sozialen Rand des Adels ihren spätmittelalterlichen Adelsstatus wieder, insbesondere wenn sie nicht zu Landsassen geworden waren, also eine Grundherrschaft (Lehen oder Allod) erworben hatten.
Häufig entwickelten sich die Namen der ritterbürtigen Familien aus einem Beinamen, der sich von der gewählten Wappenfigur (oder gemeinen Figur) oder auch von der Helmzier herleitete; insofern könnte der Begriff „redendes Wappen“ den irreführenden Eindruck erwecken, dass zuerst der Name und dann das Wappen da war (was auch gelegentlich vorkam, zumal beim späteren Briefadel), während in den meisten Fällen umgekehrt der Ritter nach dem Erkennungszeichen, das er auf seinem Schild aufmalen ließ oder als Helmkleinod auf seinem Helm anbrachte, benannt wurde (z. B. die schon genannten Tiernamen: Fuchs, Gans, Rabe oder auch Behr, Hahn, Hundt, Katte, Ochs, Rüdt, Schweinichen, Wolff, nach anderen Wappenmotiven: Nagel, Pflugk, Ketelhodt) oder aus einem Hofamt, das die Familie erblich ausübte, etwa das des Marschalls, des Mundschenken oder des Truchsessen bzw. Drosten, welche zahlreiche Familien des niederen Adels an den Höfen der Fürsten, Grafen und Bischöfe ausübten und die dadurch zum Familiennamen wurden (siehe etwa: Liste der den Schenkentitel als Bestandteil des Familiennamens führenden Familien). Beispiele sind die Schenck zu Schweinsberg, Schenk von Stauffenberg, Marschall von Altengottern, Marschall von Bieberstein, Marschalk von Ostheim, die Truchseß von Wetzhausen, Droste zu Vischering oder Droste zu Hülshoff. Auch andere Amtsfunktionen, die nicht zu den klassischen Hofämtern gehörten, konnten in den Familiennamen übergehen, etwa bei den Forstmeister von Gelnhausen, Forstmeister von Lebenhan oder den Vogt von Elspe und zahlreichen weiteren Vogtsfamilien. Seltener leiten sich uradelige Familiennamen auch von einer persönlichen Eigenschaft eines Ahnherrn ab, wie etwa Groß – im Niederdeutschen: Grote –, Quadt („der Quade“ = der Schlimme), Landschad, Thumb, Ungeloube, Unruh, Wackerbarth (= „die wackere Barte/Streitaxt“) oder Zorn.
Während das einzelne Familienmitglied z. B. Wolderich Lappe hieß, wurde die Adelssippe dann insgesamt im Plural als die Lappen, die Groten, die Füchse, die Gänse, die Raben, die Schillinge usw. bezeichnet; für Frauen wurden sogar weibliche Formen gebildet („Füchsin von Bimbach“, „Trottin zu Solz“ usw.); bei zwei rheinischen Uradelsgeschlechtern ist dieses altertümliche „Gendern“ des Nachnamens sogar bis heute gebräuchlich geblieben: Bei den Eltz genannt Faust und den Ingelheim genannt Echter heißen die Damen: Gräfin und Edle Frau (bzw. Edle Tochter) von und zu Eltz, genannt Faustin von Stromberg bzw. Gräfin von Ingelheim genannt Echterin von und zu Mespelbrunn.
Im bayerischen und österreichischen Raum war es im 14., 15. und 16. Jahrhundert üblich, den Herkunftsnamen auch von Adelsfamilien, die sich nach einer Burg benannt hatten, adjektivistisch zu benutzen, anstatt ihm das Prädikat von zu geben, also Heinrich Königsfelder (statt Heinrich von Königsfeld), Friedrich Haunsperger (statt von Haunsperg), Albrecht Lerchenfelder (statt von Lerchenfeld) oder Ulrich der Pervaller (statt Ulrich von Perfall).
Die „Genannt-Namen“ entstanden teils schon im Spätmittelalter durch Überlagerung eines ursprünglichen Familiennamens durch einen anderen; in späterer Zeit entstanden sie oft durch Adoptionen. Die alltägliche Namensführung wird bei solchen Kombinationen unterschiedlich gehandhabt.
Sippenbezeichnungen wie Ottonen, Welfen, Billunger, Brunonen oder Knutonen sind hingegen meist erst in der Neuzeit von Geschichtsforschern eingeführt worden, um frühmittelalterliche Sippen, die noch keine Nachnamen führten, durch ihre Leitnamen zu erfassen.
Ab etwa 1650 gingen aber auch die „prädikatlosen“ Uradelsfamilien dazu über, das Prädikat von zu führen, um ihren Adelsstand, der zuvor allein schon durch Kleidung, Waffen, Lebensweise usw. klar erkennbar gewesen war („Kleider machen Leute“), gegenüber dem wohlhabender werdenden Bürgertum und dem aus ihm aufsteigenden Neuadel zu verdeutlichen. Briefadeligen wurde hingegen ihre Namensführung (ebenso wie das Wappen) im Adelsdiplom ausdrücklich vorgegeben, entweder ein schlichtes „von“ vor ihrem angestammten Familiennamen oder die Kombination mit einem erworbenen Grundbesitz oder – vor allem im 19. Jahrhundert – auch mit einem Phantasie-Ortsnamen (Mayer von Mayerfels, Schmid von Schmidsfelden, Schneider von Dillenburg, Schuster von Bonnott u. ä.), in seltenen Fällen auch mit ihrem Wappensymbol (z. B. Schmid von der Kugel).

### Prädikat „von“ ohne Zugehörigkeit zum Adel; Bastarde
Andererseits muss ein „von“ (oder „von der“, „von dem“, „zu“, „zum“, „zur“, „auf“, „vom und zum“) in einem Familiennamen nicht zwangsläufig auf eine adelige Herkunft hindeuten. Gerade im norddeutschen und niederländischen, aber auch im deutsch-schweizerischen Raum kann es sich um eine bloße Herkunftsbezeichnung handeln, die insbesondere in Städten vom Lande hinzugezogene Familien kennzeichnete (in Norddeutschland gelegentlich als „Hamburger Gemüseadel“ bezeichnet).
Kinder aus unebenbürtigen Ehen des niederen Adels gehörten – mit Genehmigung des Landesherrn – zumeist dem Adel an, uneheliche Kinder (sogenannte „Bastarde“) jedoch nur sehr selten, und zwar wenn sie durch Adelsbrief ausdrücklich geadelt wurden. Ansonsten führten sie entweder den Familiennamen der Mutter oder den des Vaters ohne Adelsprädikat; gelegentlich führten sie jedoch auch den Namen des Vaters mit einem von davor, ohne dass sie in den Adel aufgenommen waren, sodass dieser Namensbestandteil (wie bei den bäuerlichen Herkunftsnamen) kein Adelsprädikat darstellt. Beim Hohen Adel war es hingegen oft üblich, dass der Vater beim Kaiser um Nobilitierung seiner unehelichen Abkömmlinge nachsuchte und sie diese (mit Titeln des niederen Adels) auch erhielten, wie etwa die Herren von Lüneburg als Bastarde eines Braunschweig-Lüneburger Herzogs, die Grafen von Holnstein aus Bayern eines bayerischen Kurfürsten (und späteren deutschen Kaisers) oder die Grafen von Waldersee eines Fürsten von Anhalt-Dessau.

### Persönlicher Adel
Persönlicher Adel war ein lebenslanger Titel, der an die begünstigte Person gebunden und daher auch nicht vererblich war. So war der Verdienstadel als Personaladel in Bayern schon seit dem 16. Jahrhundert nachweisbar. In Großbritannien heute der Normalfall, trat er in Deutschland in zwei Arten auf:
1. Häufig kam er als Ordensadel vor, der mit bestimmten Ordensverleihungen automatisch verbunden war; diesen gab es in Bayern, Hannover, Preußen, Würzburg und Württemberg.
2. Ein weiterer Fall des persönlichen Adels war der Amtsadel.[99] Der persönliche Adel wurde in Bayern der Ehefrau mit verliehen, nicht jedoch in Württemberg. Im Königreich Bayern gab es außerdem von 1812 bis 1818 als Stufe zwischen dem persönlichen und dem erblichen Adel den sogenannten Transmissionsadel.

### Geldadel
Der Geldadel ist umgangssprachlich die Gruppe der Personen, die aufgrund ihres Vermögens in Sphären des gesellschaftlichen Lebens aufgerückt sind, die materiell denen des früheren Hochadels entsprechen. Die Bezeichnung wurde bereits im 19. Jahrhundert für Großindustrielle verwendet, deren finanzielle Mittel ihnen ein Leben ähnlich dem eines barocken Fürsten ermöglichten. Manche dieser Personen wurden geadelt und zählen damit nicht nur zum „Geldadel“, sondern auch zum historischen Adel, z. B. die Familien von Boch, Krupp von Bohlen und Halbach, von Metzler, von Mumm, von Opel, von Rothschild, von Siemens, von Stumm, Thyssen usw. Diese Familien haben ihren Adel zumeist nicht gekauft, sondern ihn für ihre Verdienste um Industrie und Wirtschaft erhalten. Weniger Erfolgreiche haben allerdings oft Möglichkeiten gefunden, sich Adelstitel zu erwerben (siehe: Käuflichkeit des Adels).
Interessanterweise suchten Familien des Geldadels, die ihren Reichtum oft technischen Innovationen verdankten, ihre Selbstdarstellung durch Rückgriff auf Attribute des historischen Adels zu untermauern, wie dem Erwerb von Schloss Landsberg durch die Thyssens oder dem Bau der Villa Hügel, der an die Pracht fürstlicher Residenzen anknüpfen sollte, durch die Krupps.
Die spöttischen Bezeichnungen „Schlotbaron“ oder „Graf Koks“ beziehen sich nicht notwendig auf geadelte Familien, sondern werden umgangssprachlich für angeberische Neureiche verwendet oder ganz allgemein für Personen, die vornehmer tun als sie sind.

### Reichsadel
Der Begriff des Reichsadels umfasst mehrere Adelsgruppen unterschiedlicher Standesqualität. Allen gemeinsam war, dass sie direkt dem deutschen König bzw. Kaiser des Heiligen Römischen Reichs unterstellt waren.
Den weltlichen Reichsfürsten wurden vom König Fahnen verliehen, die ihr jeweiliges Reichslehen (auch Fahnlehen genannt) symbolisierten. Zeitweise hatte die Fahne eine derart hohe Bedeutung, dass schon ihr Verlust zur Aberkennung des Lehens führen konnte. Geistliche Reichsfürsten erhielten ein Zepter. Die Spitze der Reichsfürsten bildeten im Spätmittelalter die sieben Kurfürsten. Mit der Kurwürde waren die Reichserzämter verbunden. Die Erzbischöfe von Mainz, Köln und Trier waren die Erzkanzler für Deutschland, Italien und Burgund. Der König von Böhmen war Mundschenk, der Herzog von Sachsen Marschall, der Markgraf von Brandenburg Kämmerer und der Pfalzgraf bei Rhein war Truchsess des Reichs.
Da es Grafschaften gab, die entweder vom Reich, einem Erz- oder Hochstift, einem Herzogtum oder einer Pfalz-, Mark- oder Landgrafschaft zu Lehen gingen, waren die Reichsgrafen innerhalb der Grafen die vornehmste Gruppe und im Wesentlichen den Reichsfürsten gleichgestellt. Nach der Schedelschen Weltchronik von 1493 soll es vier Reichsgrafengeschlechter gegeben haben, obwohl wesentlich mehr Grafschaften reichsunmittelbar waren.
Während die Belehnung mit wichtigen Reichsburgen zu reichsunmittelbaren Burggrafengeschlechtern führte, wurden kleinere Edelfreie mit königlichen Burgwarden und ähnlichen Lehen belehnt. Außerdem verfügte der König über eigene Reichsministeriale, deren Einfluss und Reichtum teilweise edelfreie Familien weit übertreffen konnte. Geistliche Mitglieder der Reichsministerialität wurden vom König gern als Bischöfe und Erzbischöfe eingesetzt, um die Macht einheimischer Adelssippen zu schwächen bzw. zu brechen. Einige Reichsministerialen stiegen zu Grafen und damit später zu den Reichsständen auf, etwa die Häuser Reuß und Waldburg, andere bildeten, gemeinsam mit den Reichsburggrafen, die Reichsritterschaft. In diese gelangten auch Lehnsnehmer von ausgestorbenen Reichsfürstenhäusern, deren Territorien an das Reich heimgefallen waren.

### Adoptierter Adel
Neben den geborenen Namensträgern gibt es auch noch adoptierte Namensträger adelig klingender Familiennamen. Sie können bereits im Kindesalter adoptiert worden und von den Adoptiveltern aufgezogen worden sein, wie bei Adoptionen üblich. Doch zumeist handelt es sich um Volljährigenadoptionen. Eine Besonderheit ist hier, dass man im Normalfall lediglich mit dem Adoptivvater und/oder mit der Adoptivmutter verwandt ist, nicht jedoch mit dessen bzw. deren Verwandten. Auch bleibt die Verwandtschaft zu den leiblichen Eltern bestehen. Der Adoptierte erhält jedoch den neuen Familiennamen wie beispielsweise Prinz von Anhalt.
Da das Adoptionsrecht in Deutschland relativ liberal ist, konnten Titelhändler wie Hans-Hermann Weyer solche Volljährigenadoptionen kommerziell vermitteln. Besonders betroffen davon ist die Familie Anhalt, aus der heraus eine erste Adoption (des häufig in den Medien präsenten Frédéric Prinz von Anhalt durch Marie Auguste Prinzessin von Anhalt) erfolgte. Anschließend gab der nicht zur Familie der Askanier gehörige Adoptierte deren Familiennamen durch eine Reihe von kommerziellen Volljährigenadoptionen an andere Personen weiter, die teilweise ihrerseits neue Adoptionsketten in Gang setzten, sodass es heute etwa 60 Träger des Namens Prinz/essin von Anhalt gibt.
Eine Eintragung von Namensträgern, die aufgrund von Kindes- oder Volljährigenadoptionen ihre Nachnamen erlangt haben, in das Gothaische Genealogische Handbuch erfolgt jedoch nur dann, wenn die adoptierte Person aufgrund ihrer Geburt selbst die Eintragungsvoraussetzungen erfüllt. Da bei kommerziellen Volljährigenadoptionen die Zugehörigkeit zum „historischen Adel“ nach dem historischen Adelsrecht oft nicht gegeben ist, gelten die betreffenden Personen nicht als adelig und damit nicht als eintragungsfähig.

### Rangkronen
Die Helmkrone als Helmzier bei Adelswappen (frz. couronne de noblesse, eng. crown, coronet) symbolisiert seit den Wappen des 15. Jahrhunderts den Rang von Adels- und Patrizierfamilien.

## Weitere Literatur
- Karl Friedrich Rauer: Alphabetischer Nachweis (Adressbuch) des in den Preussischen Staaten mit Rittergütern angesessenen Adels. Selbstverlag, Berlin 1857. (Digitalisat)
- Karl Friedrich Rauer: Hand-Matrikel der in sämmtlichen Kreisen des Preussischen Staats auf Kreis- und Landtagen vertretenen Rittergüter. Selbstverlag, Berlin 1857. (Digitalisat)
- Handbücher des Grundbesitzes: (Posen 1884), (Schlesien 1892), (Sachsen 1899), (Ostpreußen 1903), (Pommern 1910), (Mecklenburg 1924);
- General-Adressbücher und Güter-Adressbücher (ältere Ausgaben): 1871 Ostpreußen, Norddeutschland 1872, Brandenburg 1879, (Mecklenburg 1896)
- Güter-Adressbücher (Niekammer): (Westpreussen 1903), (Westfalen 1909), (Rheinprovinz 1914), (Provinz Sachsen 1922), Hannover 1922, Bayern 1923, Anhalt 1924, Württemberg 1926, Schleswig-Holstein 1927, Mecklenburg 1928, (Brandenburg 1929), (Ostpreußen 1932); (Pommern 1939)
- Theodor Häbich: Deutsche Latifundien. Bericht und Mahnung. 3. Auflage. W. Kohlhammer, Stuttgart 1947.